# Умершие в октябре 2018 года
Это список известных людей, соответствующих установленным критериям значимости (см. Википедия:Критерии значимости персоналий), умерших в октябре 2018 года.
Причина смерти указывается лишь в исключительных случаях (убийство, самоубийство, гибель в результате военных действий, смертная казнь, ДТП или несчастные случаи). В остальных случаях — не указывается.

## 31 октября

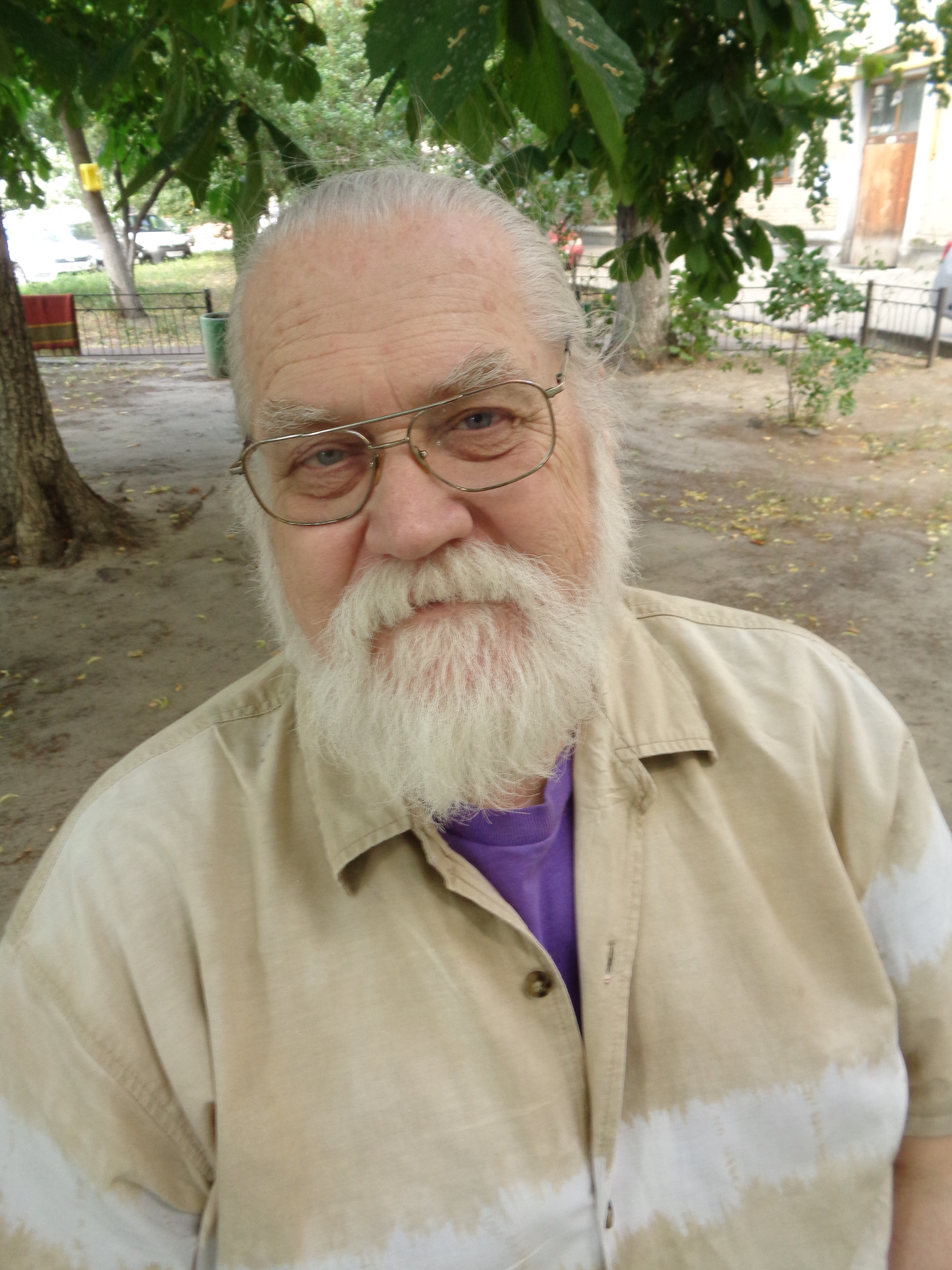
Богдан Жолдак

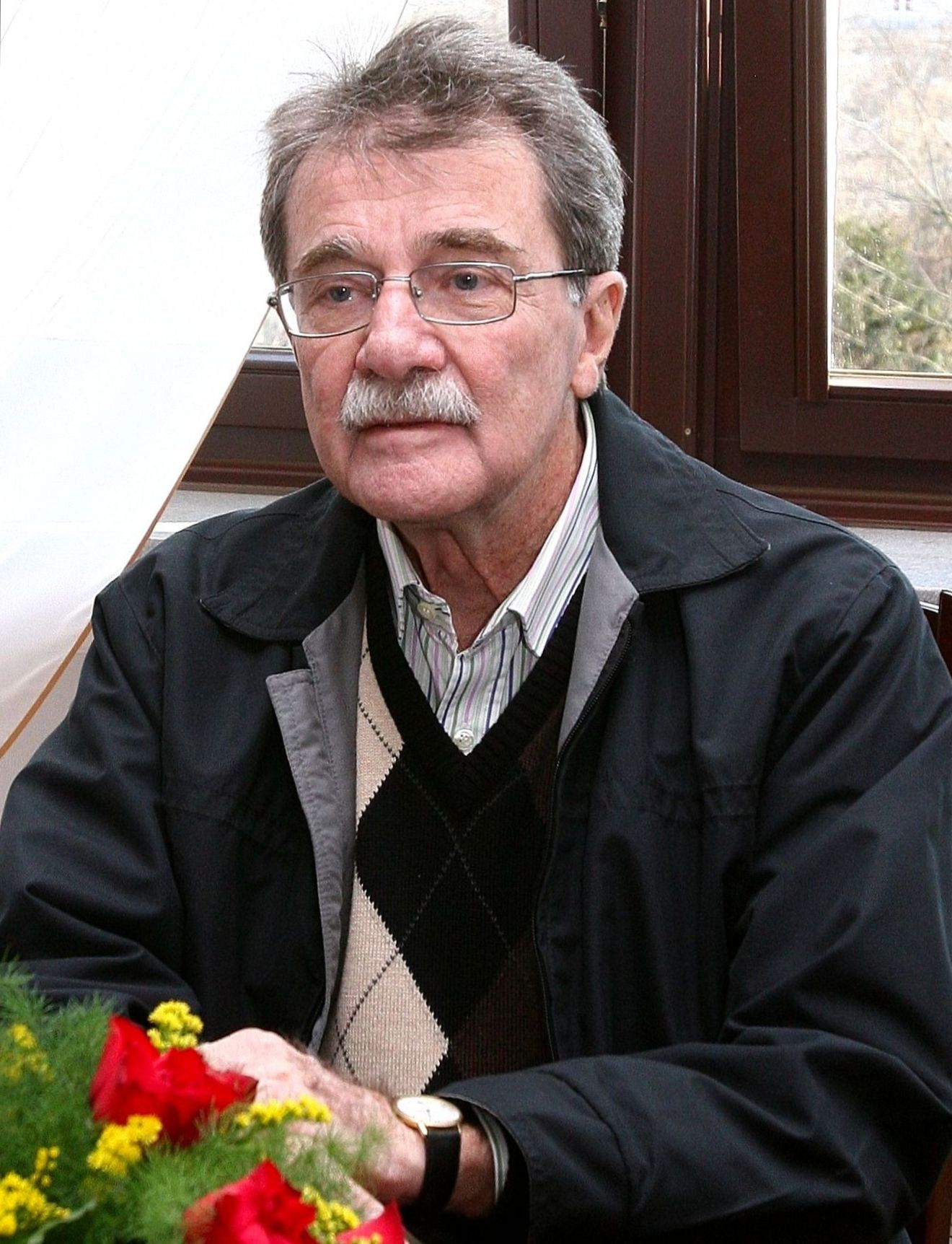
Теодоро Петков

- Араужу, Жозе (Эскердинья) (46) — бразильский футболист («Витория», «Порту»), чемпион Португалии (1998/99)[1].
- Жолдак, Богдан Алексеевич (70) — советский и украинский прозаик, сценарист, драматург, телеведущий[2].
- Краус, Тадеаш (86) — чехословацкий футболист и футбольный тренер, участник чемпионатов мира (1954, 1958)[3].
- Лазарев, Георгий Геннадьевич (66) — советский и российский государственный деятель, депутат Государственной Думы России 4 и 5-го созывов (2003—2011)[4].
- Митницкий, Эдуард Маркович (87) — советский и украинский театральный режиссёр, народный артист Украинской ССР (1988), народный артист Российской Федерации (2004)[5].
- Петков, Теодоро (86) — венесуэльский журналист и государственный деятель, министр центрального аппарата по координации и планированию (1996—1999)[6].
- Шеллито, Кен (78) — английский футболист и тренер («Челси»)[7].

## 30 октября

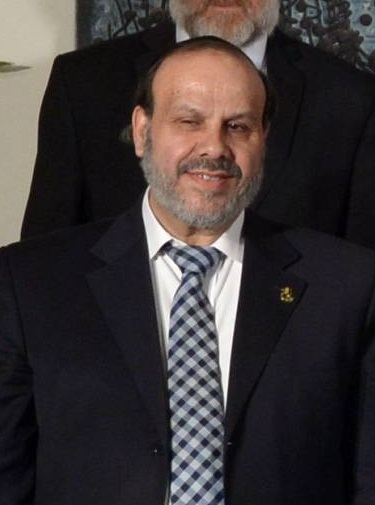
Давид Азулай

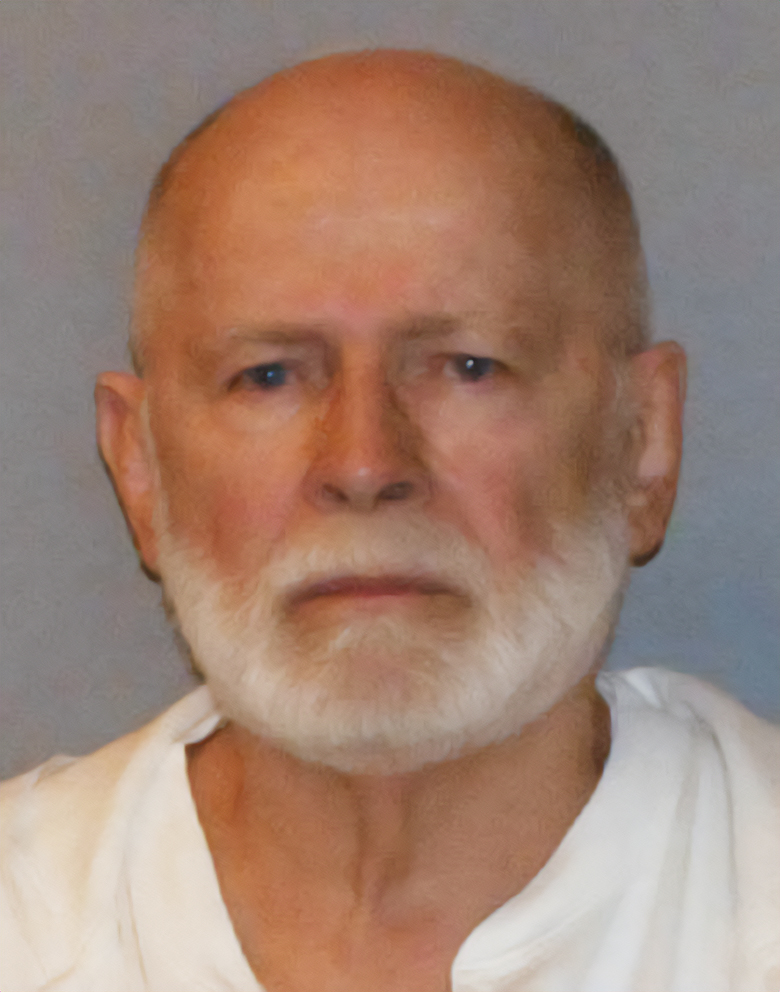
Уайти Балджер

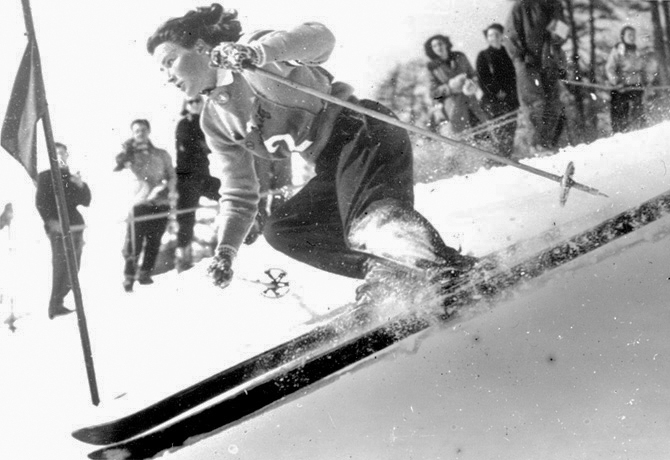
Эрика Марингер

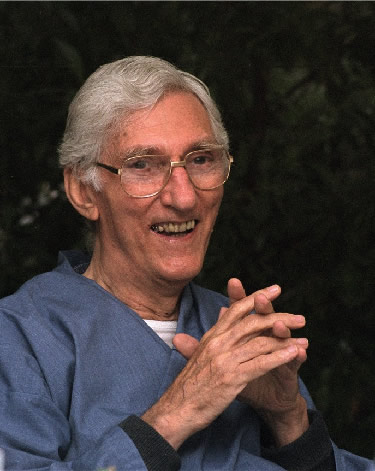
Сангхаракшита

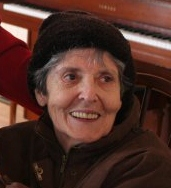
Мария Ирен Форнес

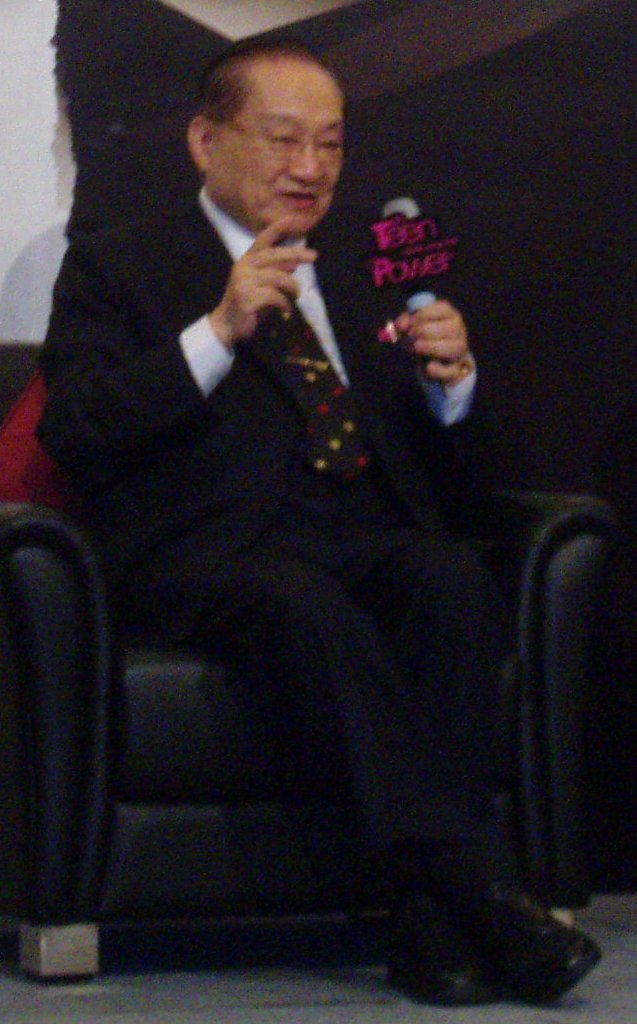
Цзинь Юн

- Азулай, Давид (64) — израильский государственный деятель, министр по делам религий Израиля (с 2015 года)[8].
- Балджер, Уайти (89) — американский гангстер, лидер криминальной группировки Winter Hill (1970—1980-е)[9].
- Марингер, Эрика (93) — австрийская горнолыжница, двукратный бронзовый призёр зимних Олимпийских игр в Санкт-Морице (1948)[10].
- Палечек, Эмиль (88) — чешский биофизик, разработавший основы электрохимии нуклеиновых кислот[11].
- Сангхаракшита (93) — буддистский деятель[12].
- Сахаров, Элиягу (105) — израильский промышленник, один из основателей оборонной промышленности Израиля[13].
- Фокс, Харди (73) — американский музыкант, один из основателей и главный композитор арт-группы Residents[14].
- Форнес, Мария Ирен (88) — американский драматург и режиссёр[15].
- Цзинь Юн (94) — гонконгский писатель[16].
- Черкасский, Давид Янович (87) — советский и украинский художник-мультипликатор, режиссёр и сценарист, народный артист Украины (2010)[17].

## 29 октября

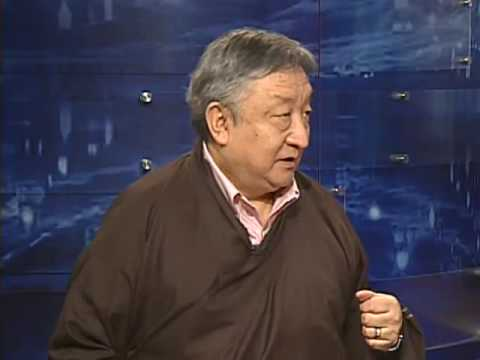
Лоди Гьяри

- Арипов, Дуйсенби Арипович (85) — советский и казахский журналист, общественный деятель. Заслуженный деятель Казахстана (1998). Почетный журналист Казахстана (2017). Почётный гражданин Мангистауской области и Актау [?].
- Арипов, Марат Сабирович (83) — советский и таджикский киноактёр и кинорежиссёр, народный артист Таджикистана (2008), сын Туфы Фазыловой[18].
- Асерос, Эрман (80) — колумбийский футболист, игрок национальной сборной, участник чемпионата мира (1962)[19].
- Бланк, Мэнди (42) — американская чемпионка мира по бодибилдингу (1999)[20].
- Бородин, Владимир Анатольевич (52) — российский композитор-песенник; ДТП[21].
- Гальперин, Анатолий Моисеевич (81) — советский и российский учёный-горняк, специалист в области теории и методов инженерно-геологических исследований при освоении месторождений полезных ископаемых. Лауреат Премии Совета Министров СССР, заслуженный деятель науки Российской Федерации [?].
- Гьяри, Лоди (69) — тибетский дипломат[22].
- Джонс, Теодор (Young Greatness) (34) — американский рэпер; убит[23].
- Дункан, Дейв (85) — канадский писатель в жанре фэнтэзи[24].
- Кожух, Нина Фёдоровна (73) — советский и украинский тренер по плаванию, заслуженный тренер Украины, вдова Александра Кожуха[25].
- Повстанюк, Михаил Григорьевич (69) — советский украинский архитектор, заслуженный архитектор Украины, действительный член Инженерной академии Украины[26].
- Порохня, Виктор Степанович (58) — советский и российский художник[27].
- Фаррар, Джимми (67) — американский певец, музыкант и автор песен (Molly Hatchet)[28].

## 28 октября

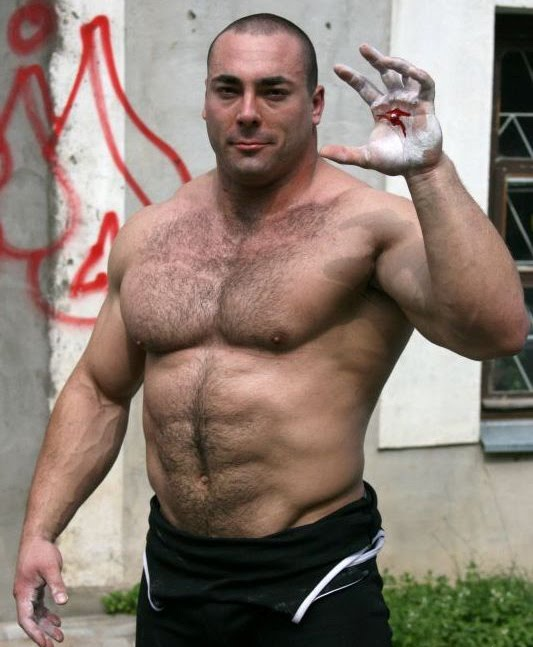
Константин Константинов

- Анених, Энтони (85) — нигерийский государственный деятель, министр общественных работ и жилищного строительства (1999—2003)[29].
- Гилл, Ричард (76) — австралийский дирижёр[30].
- Гильда, Филипп (82) — французский телеведущий, режиссёр, киноактёр и продюсер[31].
- Двурник, Эдвард (75) — польский художник[32].
- Константинов, Константин (40) — латвийский пауэрлифтер, двукратный чемпион мира по пауэрлифтингу[33].
- Либакова-Ливанова, Марина Валерьевна (66) — советская и российская телерадиоведущая и актриса[34].
- Никонов, Александр Фёдорович (70) — советский и российский писатель[35].
- Новосёлов, Сергей Сергеевич (55) — советский футболист, выступавший в составе ярославского «Шинника» (1982—1989)[36].
- Синельников, Владимир Львович (80) — советский и российский кинодраматург и продюсер[37].
- Уильямс, Лора (49) — основатель российской программы Всемирного фонда дикой природы (WWF)[38].

## 27 октября

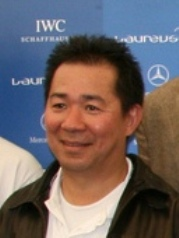
Вишай Шривадданапрабха

- Дель Папа, Пьеро (80) — итальянский боксёр, участник летних Олимпийских игр в Риме 1960 года, впоследствии киноактёр[39].
- Кёко Энами (76) — японская актриса[40].
- Кенигсон-Хансен, Наталья Владимировна (78) — советская и российская актриса и режиссёр, дочь Владимира Кенигсона[41].
- Нтозаке Шанге (70) — американская писательница и актриса[42].
- Россошик, Лев Волькович (71) — российский спортивный журналист, сооснователь газеты «Спорт-Экспресс» (1991), первый вице-президент Федерации спортивных журналистов России, заслуженный работник культуры Российской Федерации (1998)[43].
- Сегале, Марио (84) — американский предприниматель, прототип Марио из серии видеоигр Super Mario[44].
- Тодд, Юф (47) — американский музыкант, панк-рок-гитарист (Danzig, Warzone и Murphy's Law)[45].
- Шривадданапрабха, Вишай (60) — тайский миллиардер, бизнесмен, основатель и генеральный директор King Power Duty Free, владелец «Лестер Сити»; авиакатастрофа[46].
- Ю Асагири (61) — японская художница[47].

## 26 октября

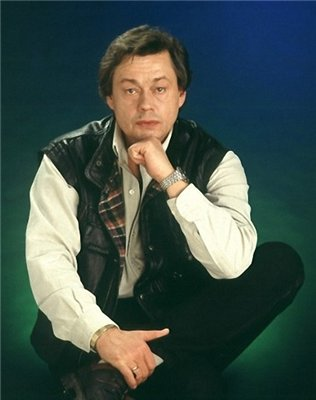
Николай Караченцов

- Божич, Дариан (85) — словенский композитор[48].
- Караченцов, Николай Петрович (73) — советский и российский актёр театра и кино, народный артист РСФСР (1989)[49].
- Карой, Дьёрдь (65) — венгерский поэт и прозаик[50].
- Мурунга, Ричард (65) — кенийский боксёр, бронзовый призёр летних Олимпийских игр в Мюнхене (1972)[51].
- Осипова, Елена Владимировна (90) — советский и ооссийский философ и социолог, доктор философских наук (1974), ведущий научный сотрудник Института философии РАН[источник не указан 2465 дней].
- Пак, Вера Борисовна (79) — советский и узбекский педагог, Герой Узбекистана (2001)[52].

## 25 октября

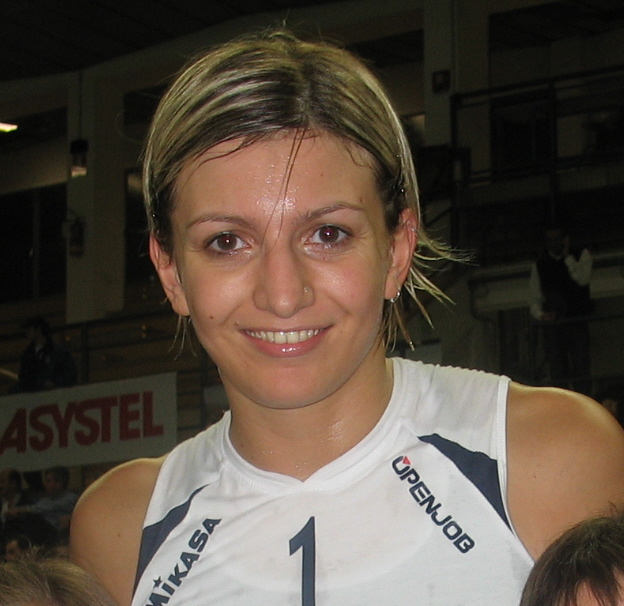
Сара Андзанелло

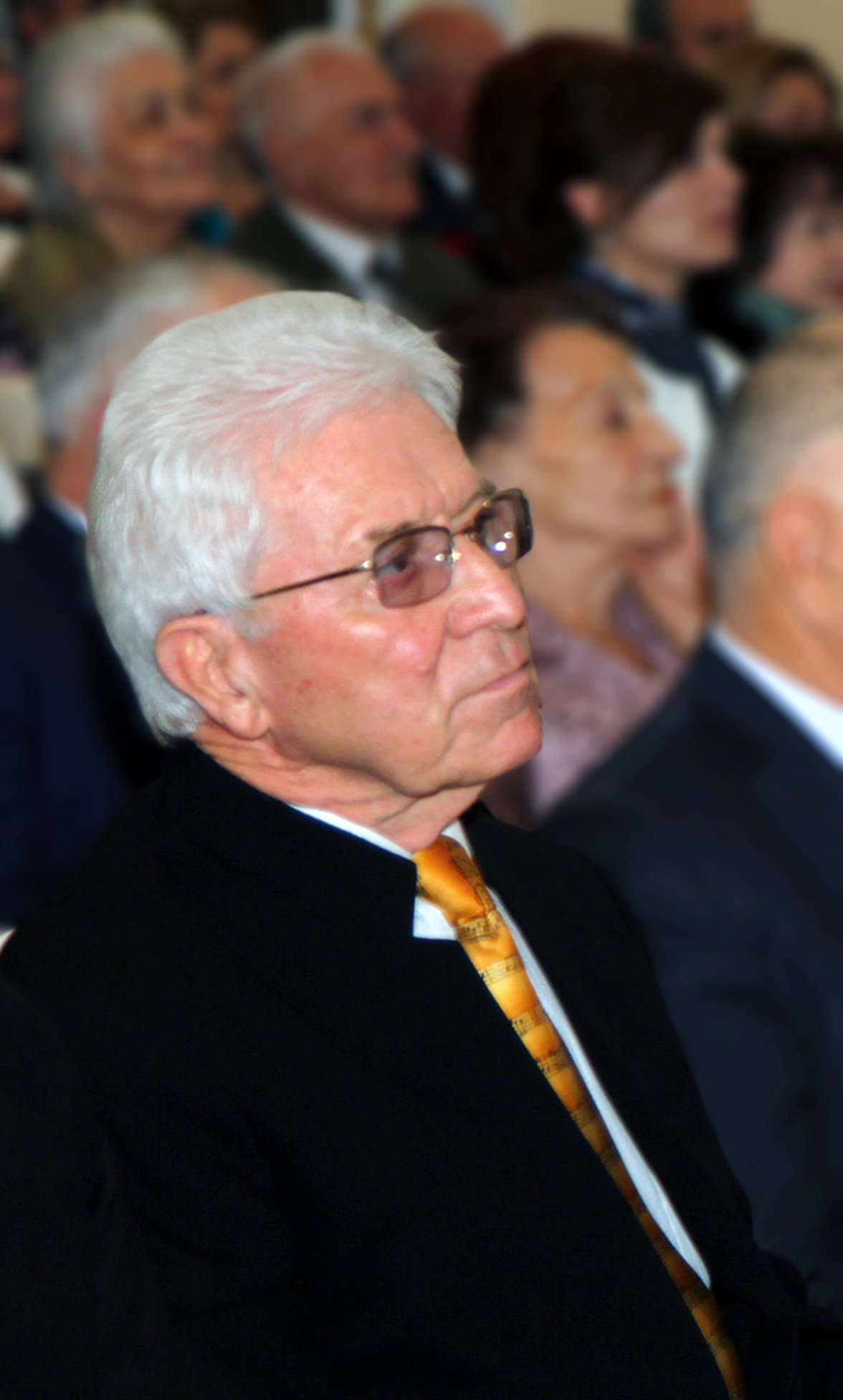
Борис Темирканов

- Андзанелло, Сара (38) — итальянская волейболистка, чемпионка мира (2002), двукратная обладательница Кубка мира (2007, 2011)[53].
- Вачнадзе, Вахтанг Дмитриевич (89) — советский и российский конструктор космических аппаратов и ракет, генеральный директор НПО «Энергия» (1977—1991)[54].
- Вейдерма, Михкель Александрович (88) — эстонский химик, действительный член Академии наук Эстонии[55].
- Велецос, Анестис (91) — греко-американский учёный и инженер[56].
- Зиглер, Джон (84) — американский спортивный функционер, президент НХЛ (1977—1992)[57].
- Ипатов, Александр Васильевич (66) — советский и российский поэт и журналист[58].
- Полях, Пётр Петрович (86) — советский военачальник, командующий войсками ПВО Южного стратегического направления (1986—1989), генерал-лейтенант (1985)[59].
- Рузалия апа (83) — татарская певица[60].
- Сидху, Шивиндер Сингх (89) — индийский государственный деятель, губернатор Мегхалая (2007—2008), губернатор Гоа (2008—2011), генеральный секретарь Международной организации гражданской авиации (1998—2001)[61].
- Темирканов, Борис Хатуевич (81) — советский и российский дирижёр и композитор, народный артист Российской Федерации (1996), брат Юрия Темирканова[62].
- Тер-Аванесян, Михаил Давидович (69) — советский и российский молекулярный биолог, член-корреспондент РАН (2006)[63].
- Хендерсон, Дэвид (91) — британский экономист, главный экономист Организации экономического сотрудничества и развития (1984—1992)[64].

## 24 октября

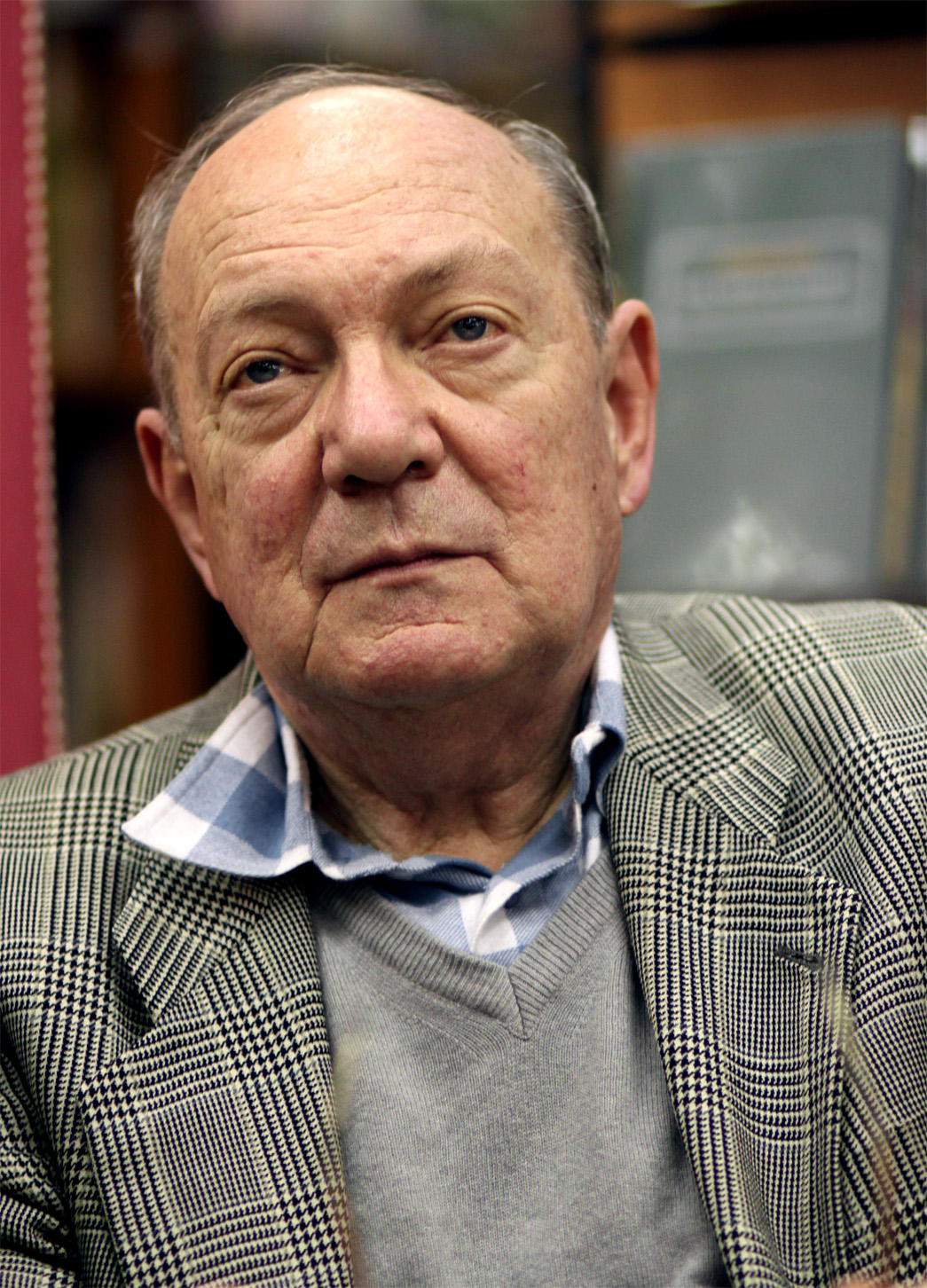
Анатолий Гладилин

- Альборч, Кармен (70) — испанская феминистка, писатель и государственный деятель, министр культуры Испании (1993—1996)[65].
- Бабич, Юрий Петрович (90) — советский украинский партийный и государственный деятель деятель, председатель исполкома Днепропетровского областного совета (1983—1989)[66].
- Гельбард, Рудольф (87) — австрийский журналист и свидетель Холокоста, борец против антисемитизма и неонацизма[67].
- Гладилин, Анатолий Тихонович (83) — русский писатель[68].
- Гусейнзаде, Мирза (70) — азербайджанский писатель и переводчик[69].
- Домладжанов, Владимир Шакирович (68) — таджикский футбольный арбитр[70].
- Пушкин, Алексей Петрович (82) — советский партийный и государственный деятель, председатель Архангельского горисполкома (1977—1985), первый секретарь Архангельского горкома КПСС (1985—1990)[71].
- Рэйджин, Мелвин (67) — американский гитарист[72].
- Уайт, Тони Джо (75) — американский джазовый музыкант и композитор[73].
- Шульце, Хорст (97) — немецкий актёр театра, кино и телевидения, певец и педагог[74].

## 23 октября

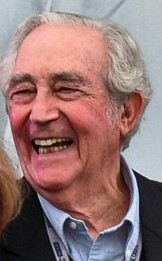
Джеймс Карен

- Бенитес, Томас Эладио (79) — уругвайский футболист[75].
- Брока, Терезия (93) — советский и латвийский дирижёр, народная артистка Латвийской ССР (1986)[76].
- Ван Равенс, Лау (96) — нидерландский футбольный судья[77].
- Григорьев, Юрий Алексеевич (81) — советский и российский актёр-пародист и звукоимитатор, заслуженный артист РСФСР (1989)[78].
- Карен, Джеймс (94) — американский актёр[79].
- Луцик, Анатолий Андреевич (80) — советский и российский врач-нейрохирург, профессор, заслуженный деятель науки РФ (1997)[80].
- Надъярных, Нина Степановна (91) — советский и российский литературовед, литературный критик, доктор филологических наук[81].
- Ребула, Алойз (94) — словенский писатель, драматург и эссеист[82].
- Рид, Тодд (34) — австралийский теннисист.
- Хааг, Эрвин (85) — венгерский шахматист; международный мастер (1961)[83].

## 22 октября

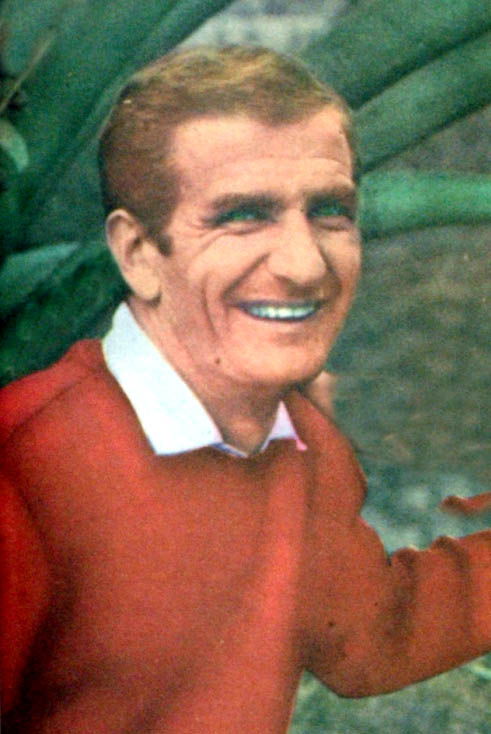
Хосе Варакка

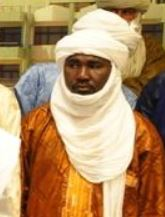
Мамаду Майга Джери

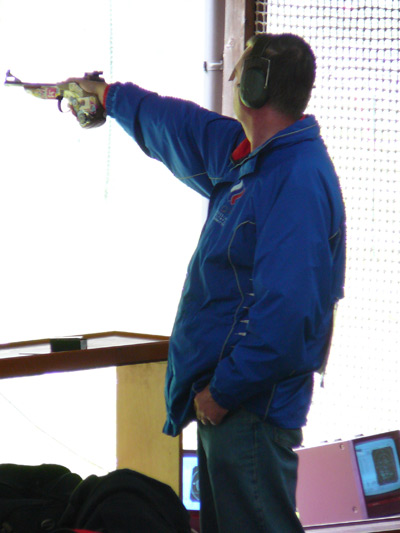
Борис Кокорев

- Бенеттон, Джильберто (77) — итальянский бизнесмен, сооснователь Benetton Group[84].
- Варакка, Хосе (86) — аргентинский футболист и тренер, полузащитник, чемпион Аргентины (1960)[85].
- Дагуров, Владимир Геннадьевич (78) — советский и российский поэт, сын Геннадия Дагурова[86].
- Джери, Мамаду Майга (46) — малийский государственный деятель, врио президента Переходного совета Азавада (2012)[87].
- Кагарсих, Тити (72) — индонезийская актриса и певица[88].
- Климчук, Фёдор Данилович (83) — советский и белорусский лингвист-диалектолог, историк[89].
- Кокорев, Борис Борисович (59) — советский и российский пулевой стрелок, чемпион летних Олимпийских игр в Атланте (1996), заслуженный мастер спорта (1992)[90].
- Комаева, Римма Заурбеговна (88) — советский и российский филолог (похороны состоялись в этот день)[91].
- Моряков, Пётр Фадеевич (104) — советский поэт и журналист[92].
- Пегов, Виктор Николаевич (79) — советский и российский художник, заслуженный работник культуры Российской Федерации (2011), отец художника Владислава Пегова[93].
- Саладригас, Роберт (78) — испанский писатель, журналист и литературный критик[94].
- Шайхиев, Алвади Хасмагомедович (71) — советский и чеченский писатель, поэт и публицист, переводчик[95].
- Шнабель, Артур (70) — западногерманский дзюдоист, бронзовый призёр летних Олимпийских игр в Лос-Анджелесе (1984)[96].

## 21 октября

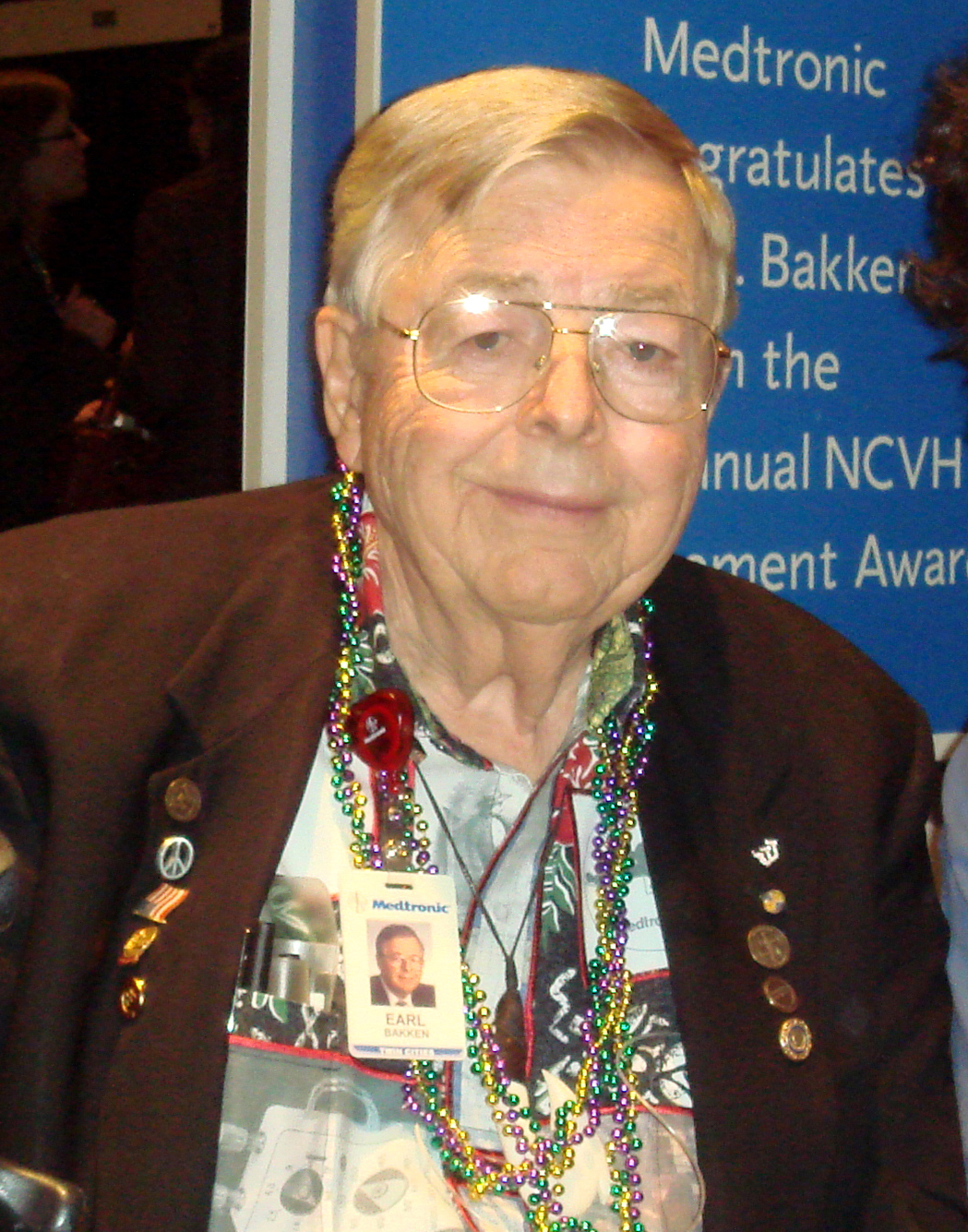
Эрл Баккен

- Баккен, Эрл (94) — американский инженер и бизнесмен, сооснователь Medtronic, разработчик первого имплантируемого электрокардиостимулятора (1957)[97].
- Балачи, Илие (62) — румынский футболист («КС Университатя», национальная сборная) и тренер, чемпион Румынии (1974, 1980, 1981)[98].
- Богданович, Анатолий Александрович (77) — советский и российский поэт[99].
- Кутиги, Идрис (78) — верховный судья Нигерии (2007—2009)[100].
- Нисидзава, Дзюнъити (92) — японский радиотехник, иностранный член РАН (1991; иностранный член АН СССР с 1988)[101].
- Прозоров, Юрий Михайлович (67) — советский и российский литературовед, ведущий научный сотрудник Института русской литературы Российской академии наук[102].
- Репин, Вадим Сергеевич (82) — советский и российский биолог, член-корреспондент РАМН (1991—2014), член-корреспондент РАН (2014)[103].
- Рённеберг, Иоахим (99) — норвежский руководитель операции «Ганнерсайд» (1943)[104].
- Фориссон, Робер (89) — французский писатель, профессор литературоведения, отрицатель Холокоста[105].

## 20 октября

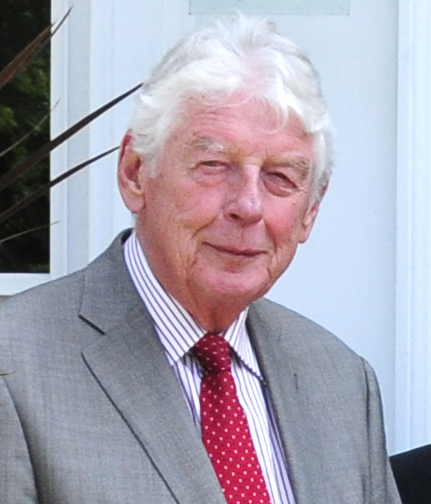
Вим Кок

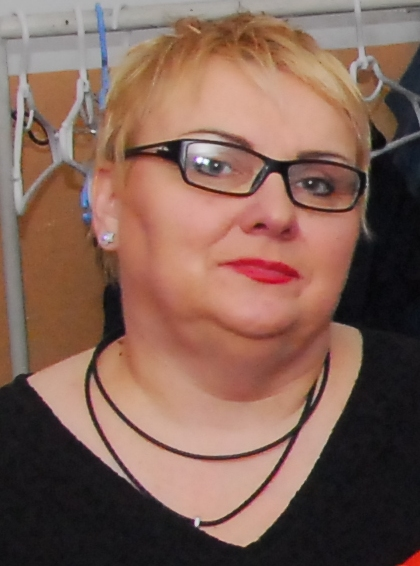
Марина Поплавская

- Гореликова, Татьяна Викторовна (60) — советская и российская поэтесса[106].
- Гришин, Леонид Иванович (79) — советский и российский писатель, художник и музейный деятель, заслуженный работник культуры Российской Федерации (1995)[107].
- Квинтас, Ромуалдас (65) — литовский скульптор[108].
- Кок, Вим (80) — нидерландский государственный деятель, премьер-министр Нидерландов (1994—2002)[109].
- Моряков, Пётр Фадеевич (104) — советский журналист и поэт.
- Поплавская, Марина Францевна (48) — украинская актриса, участница Дизель-шоу; ДТП[110].

## 19 октября

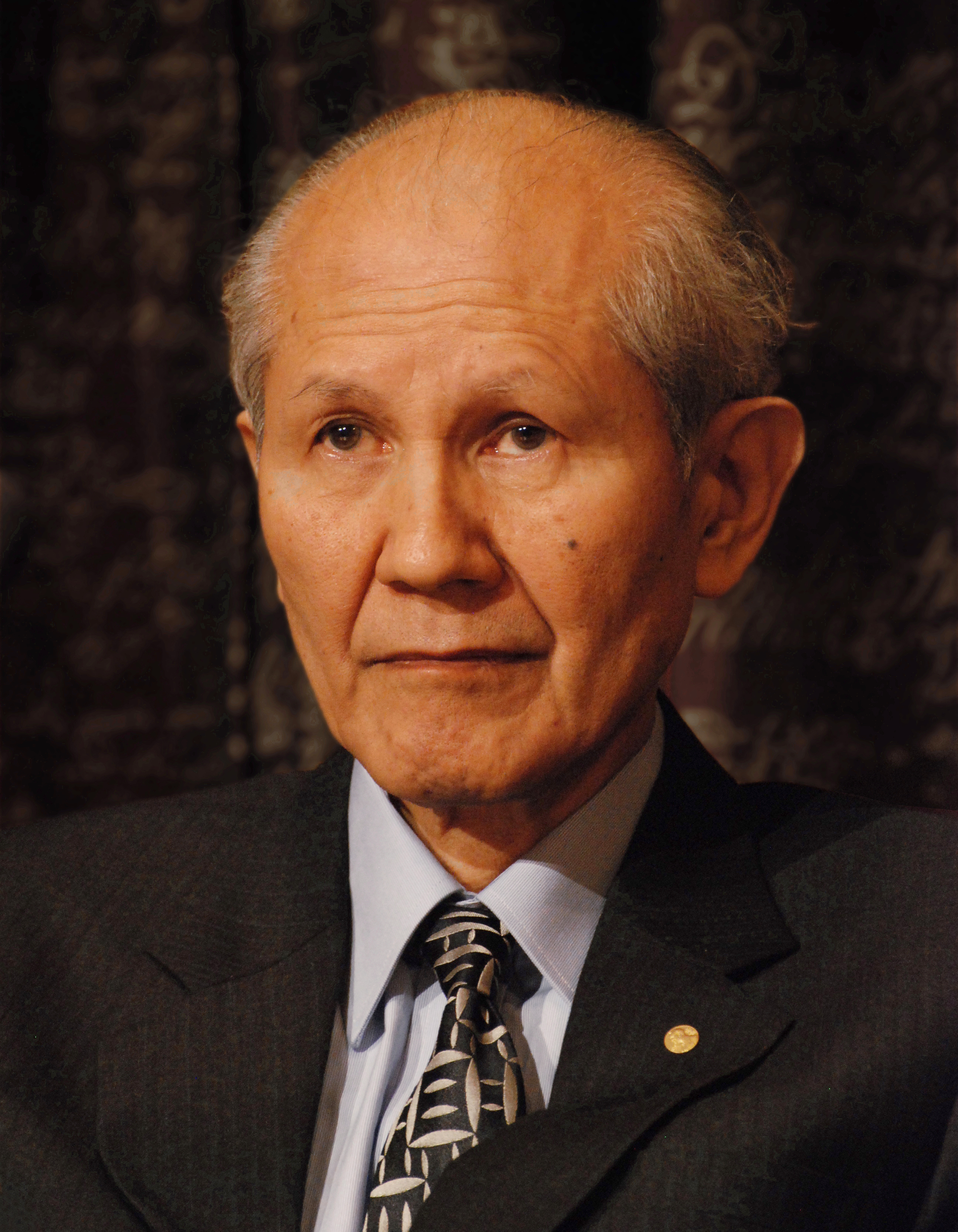
Осаму Симомура

- Абдрахман, Асылбек (80) — казахский поэт[111].
- Забродин, Владимир Всеволодович (76) — советский и российский киновед и историк кино[112].
- Кон, Вернер (92) — канадский социолог, специалист по политической социологии[113].
- Олейник, Василий Филиппович (93) — начальник управления КГБ СССР по Николаевской области (1971—1989), генерал-майор[114].
- Симомура, Осаму (90) — японо-американский биохимик, лауреат Нобелевской премии по химии (2008)[115].
- Солодовник, Дмитрий Николаевич (39) — российский актёр[116].
- Соули, Дайана (88) — американская актриса[117].
- Таканобу, Хоцуми (87) — японский киноактёр[118].

## 18 октября

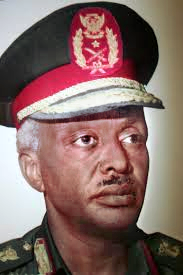
Абдель Рахман Сивар ад-Дагаб

- Абдель Рахман Сивар ад-Дагаб (83) — суданский государственный деятель, президент Судана (1985—1986)[119].
- Бондаренко, Сергей Анатольевич (31) — украинский музыкант, фронтмен группы «Нэнси», сын Анатолия Бондаренко[120].
- Брусин, Леонид Аркадьевич (76) — советский и российский актёр, народный артист Российской Федерации (2004)[121].
- Бурцев, Фёдор Иванович (98) — участник Великой Отечественной войны, полный кавалер ордена Славы[122].
- Лейнер, Дэнни (57) — американский кинорежиссёр[123].
- Меерович, Марк Григорьевич (62) — российский архитектор, доктор исторических наук, доктор архитектуры, заслуженный архитектор России[124].
- Оноре, Даниэль (79) — французский писатель[125].
- Пальме, Лисбет (87) — шведский детский психолог, вдова Улофа Пальме[126].
- Светлов, Александр Михайлович (79) — советский и российский кинорежиссёр, сын Михаила Светлова[127].
- Слейтер, Дик (67) — американский профессиональный рестлер[128].
- Тивари, Нарайян Датт (93) — индийский государственный деятель, министр иностранных дел Индии (1986—1987)[129].
- Хокансон, Рэндольф (103) — американский пианист[130].

## 17 октября

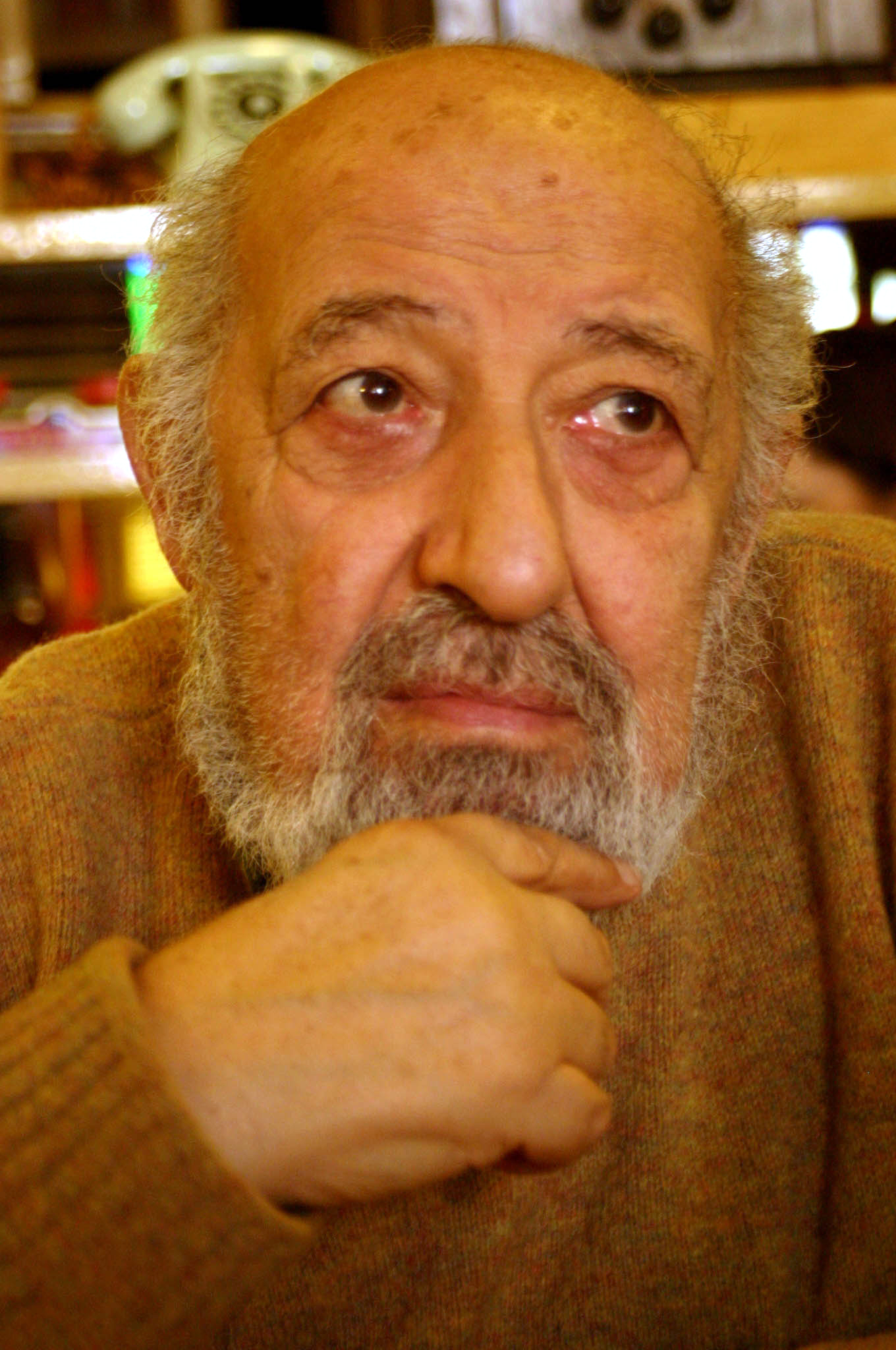
Ара Гюлер

- Асмолов, Юрий Николаевич (57) — российский поэт[131].
- Галлахер, Корнелиус Эдвард (97) — американский государственный деятель, член Палаты представителей США (1959—1973)[132].
- Гюлер, Ара (90) — турецкий фотожурналист[133].
- Иойрыш, Абрам Исаакович (97) — советский и российский юрист, заслуженный юрист Российской Федерации[134].
- Монори, Жак (94) — французский художник[135].
- Оли, Херберт (49) — американский музыкант, гитарист металкор-группы All That Remains[136].
- Танака, Нобуо (83) — японский сэйю[137].
- Ушаков, Александр Миронович (88) — советский и российский литературовед[138].
- Фриденбергс, Валтерс (30) — латвийский музыкант[139].
- Яроцкий, Генрих Владимирович (83) — советский и российский тренер по плаванию, заслуженный тренер СССР (1976)[140].
- Росляков, Владислав Игоревич(18) — студент КПК.

## 16 октября

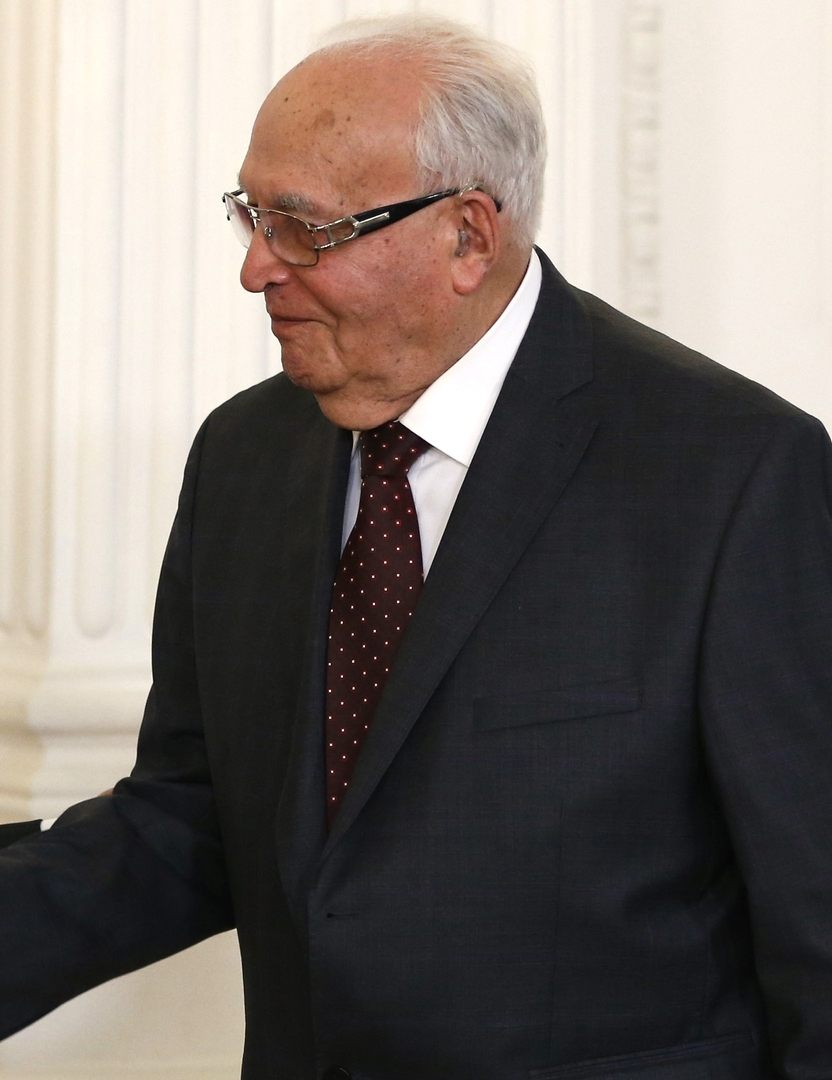
Марк Кривошеев

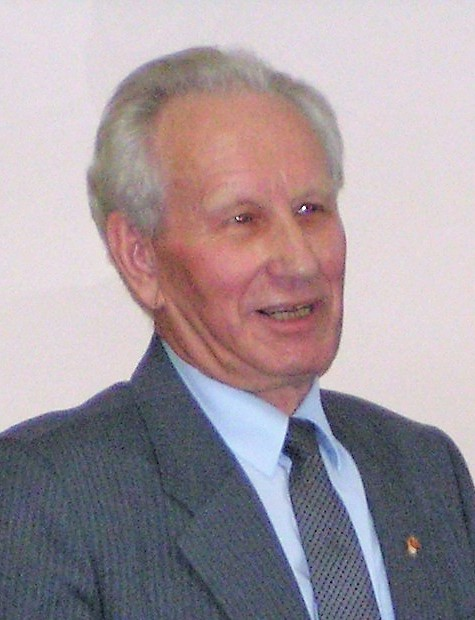
Юрий Христораднов

- Базилевич, Олег Петрович (80) — советский и украинский футболист и тренер, главный тренер сборной Украины (1992—1994), заслуженный тренер СССР[141].
- Исмайил Аймат (83) — китайский политический и государственный деятель, глава регионального правительства Синьцзяна (1972—1986)[142].
- Калашников, Юрий Васильевич (79) — советский и российский учёный, доцент кафедры истории Башкирского государственного университета[источник не указан 2465 дней].
- Космядинский, Геннадий Петрович (60) — советский и российский тренер по вольной борьбе, мастер спорта СССР[143].
- Кривошеев, Марк Иосифович (96) — советский и российский учёный в области цифрового телевидения, доктор технических наук (1966), заслуженный деятель науки и техники РСФСР (1984)[144].
- Лоткин, Вадим Витальевич (59) — российский композитор и певец[145].
- Мазуркевич, Зенон (79) — украинско-американский архитектор, проектировщик религиозных зданий[146].
- Моретти, Джованни (94) — архиепископ Римской католической церкви[147].
- Петров, Димитр (93) — болгарский кинорежиссёр и сценарист[148].
- Рубин, Иван Георгиевич (67) — российский предприниматель, сооснователь газеты «Спорт-Экспресс» (1991); самоубийство[149].
- Хинксман, Маргарет (94) — британская актриса[150].
- Храмов, Юрий Васильевич (84) — советский и российский архитектор, заслуженный архитектор РСФСР (1988)[151].
- Христораднов, Юрий Николаевич (88) — советский партийный и государственный деятель, первый секретарь Горьковского обкома КПСС (1974—1988), председатель Совета по делам религий при Совете Министров СССР (1989—1991)[152].

## 15 октября

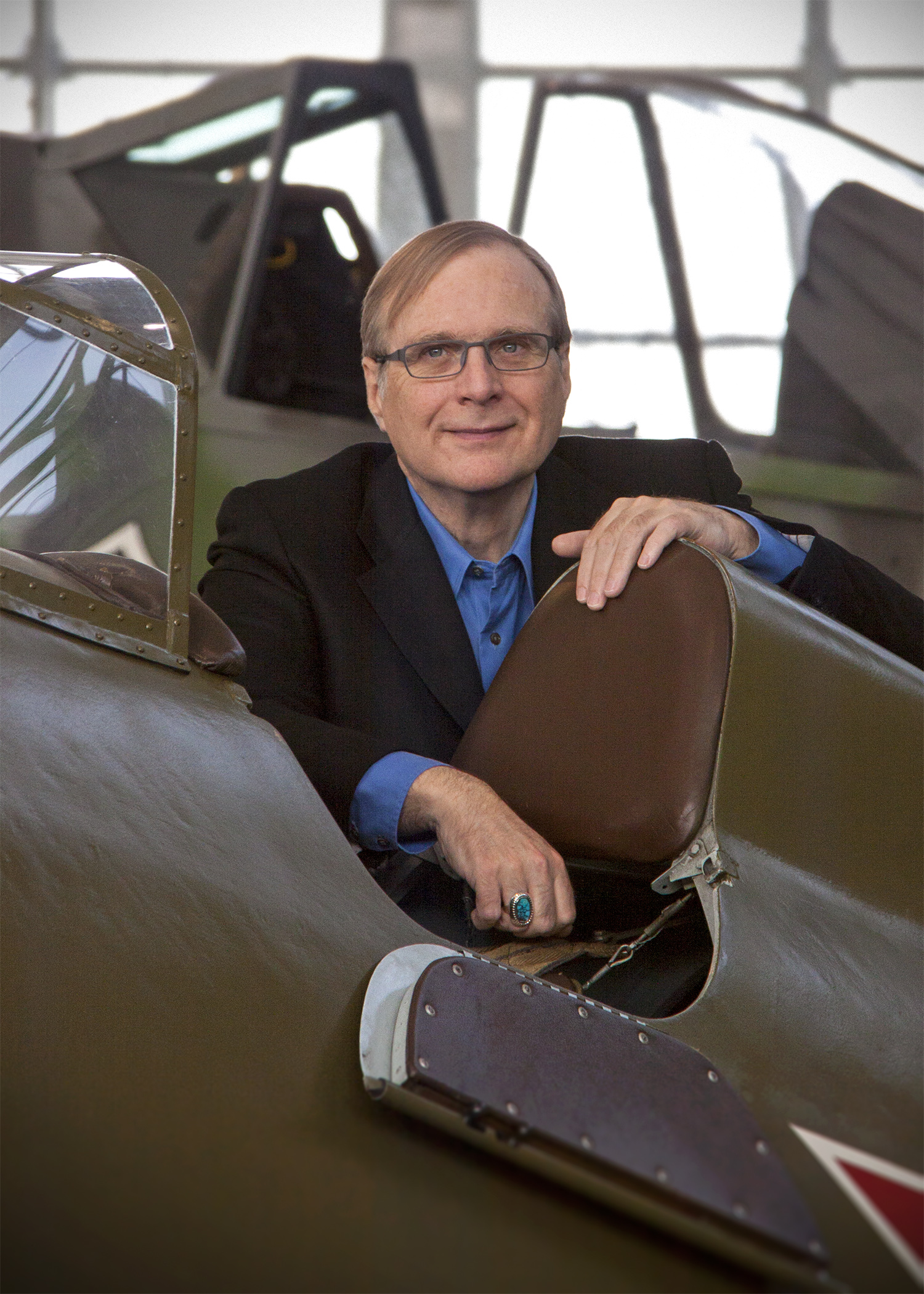
Пол Аллен

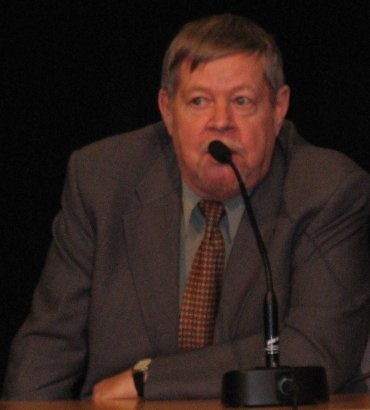
Арто Паасилинна

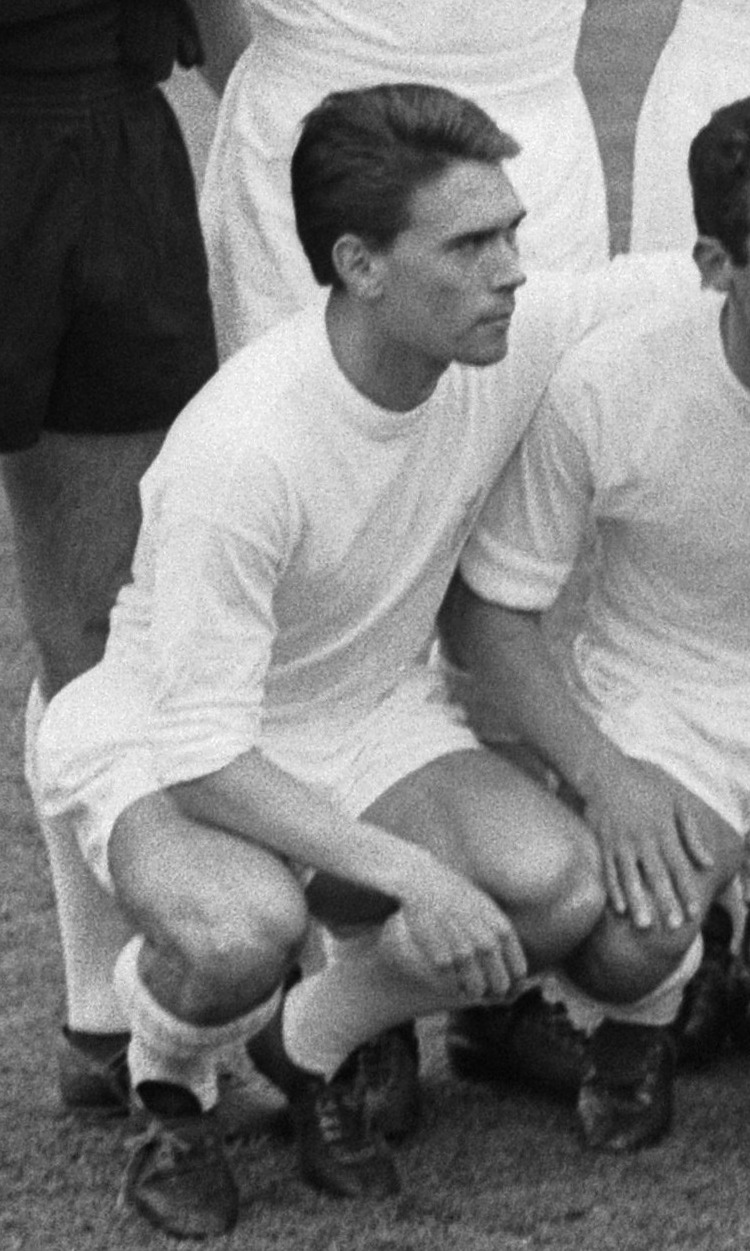
Фернандо Серена

- Аллен, Пол (65) — американский предприниматель, соучредитель корпорации Microsoft (1975)[153].
- Вишневский, Иван Сергеевич (57) — российский композитор и музыкальный журналист[154].
- Исаев, Борис Васильевич (86) — советский казахстанский партийный и государственный деятель, поэт; первый секретарь Павлодарского обкома КП Казахстана (1975—1982)[155].
- Каминьский, Эугениуш (86) — польский актёр театра, кино и телевидения, также актёр озвучивания[156].
- Паасилинна, Арто (76) — финский писатель[157].
- Пучинян, Степан Филиппович (90) — советский и российский кинорежиссёр, народный артист Российской Федерации (1997)[158].
- Серена, Фернандо (77) — испанский футболист, полузащитник[159].
- Фигерейду, Максимира (79) — бразильская актриса[160].

## 14 октября

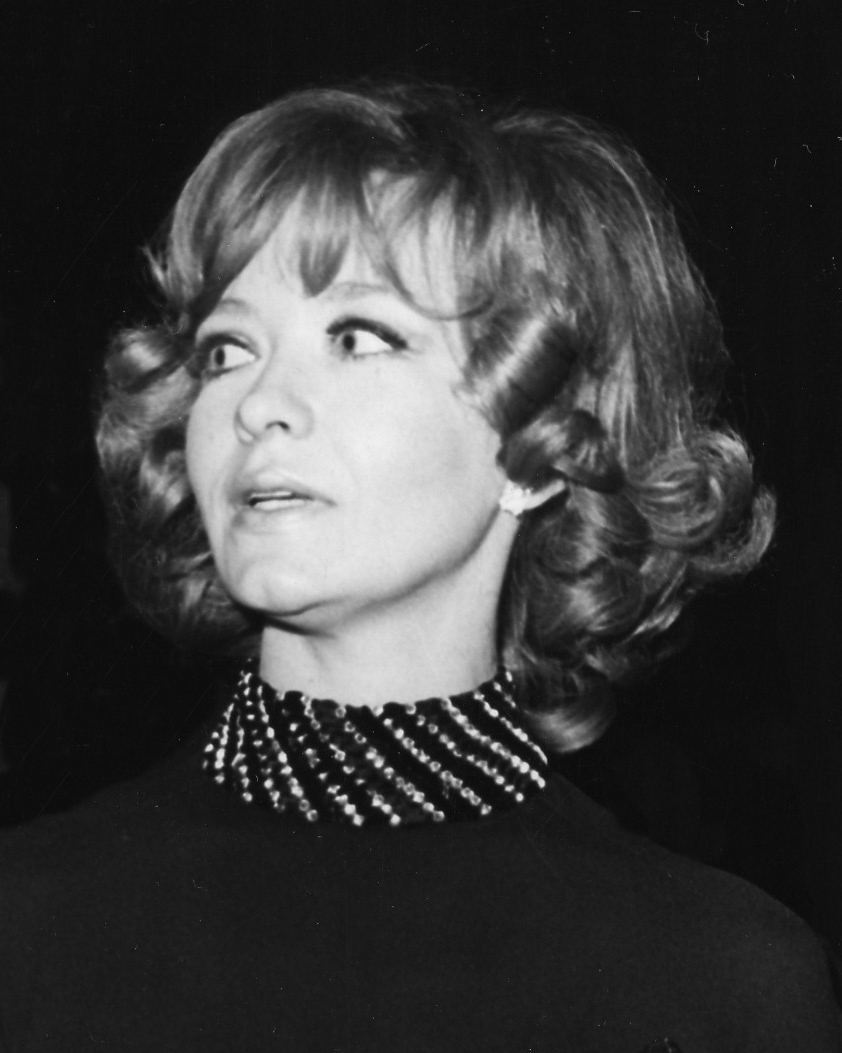
Милена Дравич

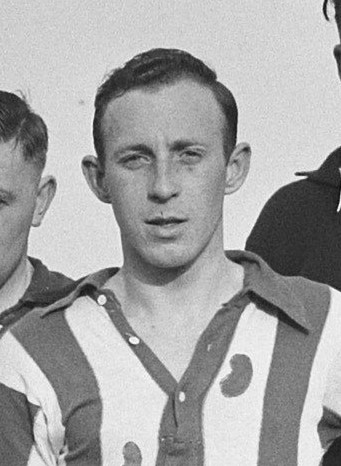
Герм Хофма

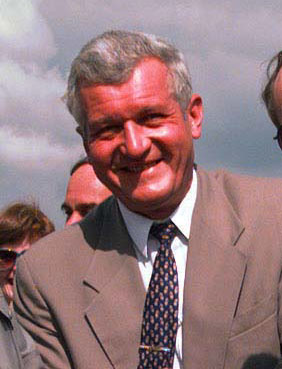
Валерий Шмаров

- Арройо, Эдуардо (81) — испанский художник и скульптор[161].
- Балиньо, Энрике (90) — уругвайский баскетболист, бронзовый призёр летних Олимпийских игр в Хельсинки (1952)[162].
- Бауман, Патрик (51) — швейцарский спортивный функционер, генеральный секретарь Международной федерации баскетбола (FIBA) (с 2003)[163].
- Дагбаев, Эрдэн Данзанович (56) — российский политолог, генеральный директор издательского дома «Буряад Унэн»[164].
- Дравич, Милена (78) — сербская актриса[165].
- Д'Эса, Висенте Алмейда (100) — португальский военный, генерал-губернатор Кабо-Верде (1974—1975)[166].
- Захаренко, Ангелина Михайловна (72) — советский и российский педагог, народный учитель Российской Федерации (2008)[167].
- Макдональд, Дональд Стовел (86) — канадский государственный деятель, министр финансов Канады (1975—1977)[168].
- Машатков, Александр Вячеславович (58) — российский актёр театра и кино[169].
- Петрищев, Василий Петрович (94) — советский военнослужащий, командир роты 960-го стрелкового полка 299-й стрелковой дивизии 53-й армии Степного фронта, Герой Советского Союза (1943)[170].
- Хофма, Герм (93) — нидерландский футболист[171].
- Шмаров, Валерий Николаевич (73) — украинский государственный деятель, министр обороны Украины (1994—1996), глава компании «Укрспецэкспорт» (2002—2005)[172].

## 13 октября

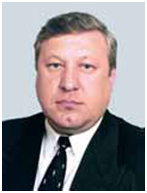
Николай Левин

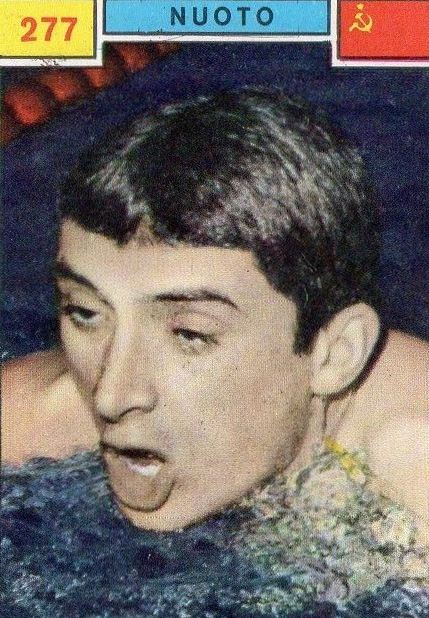
Николай Панкин

- Булага, Фабьен Эбусси (84) — камерунский философ[173].
- Картавенко, Нонна Алексеевна (94) — советская фигуристка, чемпионка СССР в женском одиночном катании (1953)[174].
- Леви, Кирилл Георгиевич (71) — советский и российский сейсмолог и геолог, доктор геолого-минералогических наук[175].
- Левин, Николай Иванович (59) — российский государственный деятель, председатель Законодательного Собрания Республики Карелия (2002—2009), глава Петрозаводского городского округа (2009—2013)[176].
- Панкин, Николай Иванович (69) — советский пловец, бронзовый призёр летних Олимпийских игр в Мехико (1968), двукратный чемпион Европы, заслуженный мастер спорта СССР (1970)[177].
- Питикэ, Джорджета (88) — румынская спортсменка по настольному теннису, победительница чемпионата мира по настольному теннису в Пекине (1961) в парном разряде[178].
- Файзуллина, Таслима Халяфовна (65) — российская татарская актриса, выступавшая на сцене Татарского государственного театра драмы и комедии им. К. Тинчурина, народная артистка Республики Татарстан (2008)[179].

## 12 октября

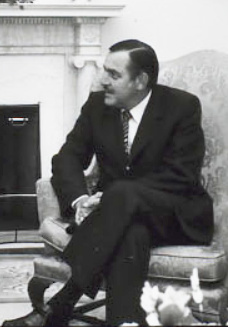
Фредерик Бота

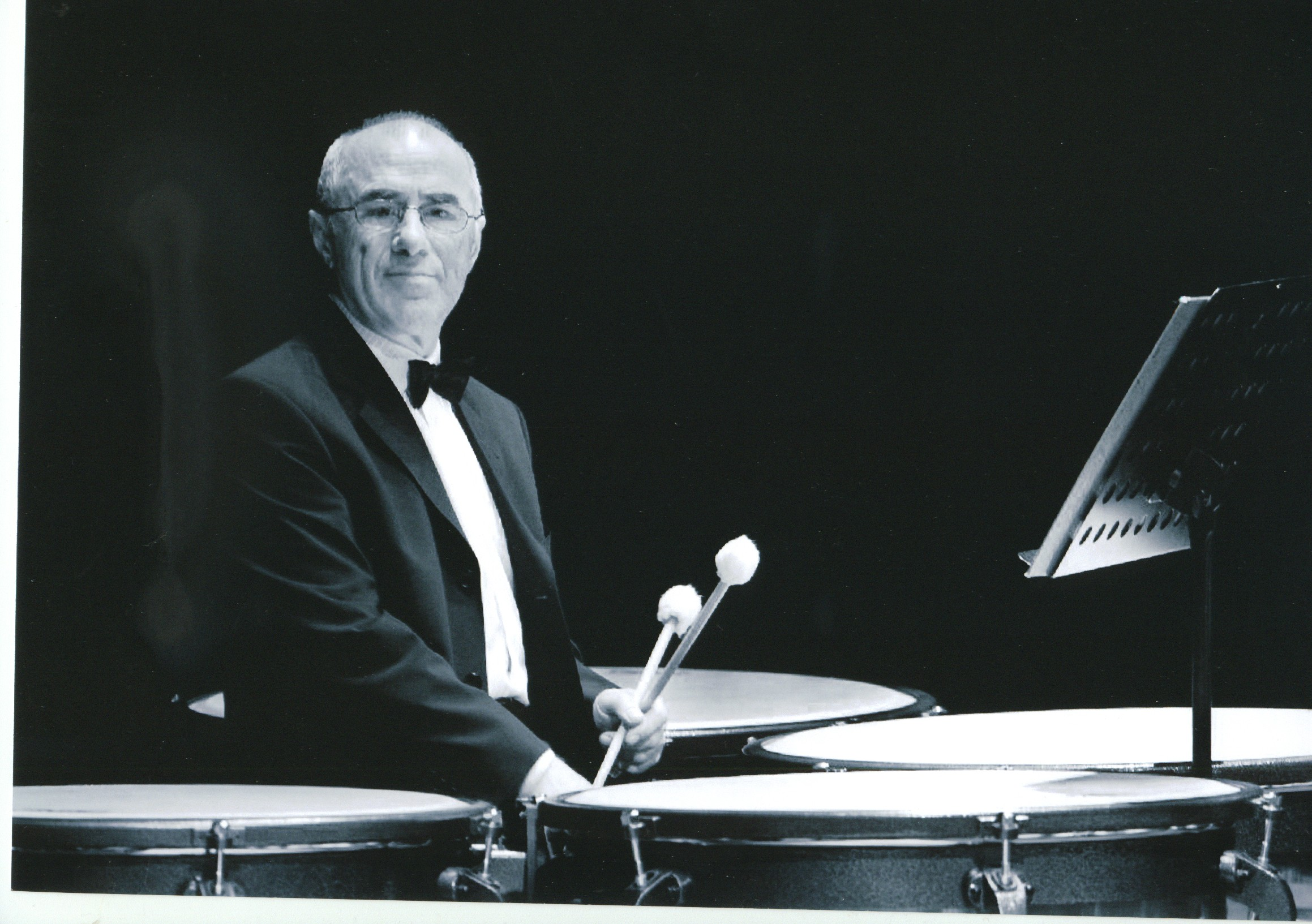
Владимир Гайков

- Борликов, Герман Манджиевич (73) — советский и российский учёный, доктор педагогических наук, ректор (1990—2011) и президент (с 2011 года) Калмыцкого государственного университета, заслуженный работник высшей школы РФ (2000)[180].
- Бота, Фредерик (86) — южноафриканский государственный деятель, министр иностранных дел ЮАР (1977—1994)[181].
- Гайков, Владимир Михайлович (72) — советский и российский музыкант-ударник, музыкальный педагог; профессор Петрозаводской консерватории; заслуженный артист Российской Федерации (1997)[182].
- Косуги, Такэхиса (80) — японский скрипач и композитор[183].
- Лапшин, Владимир Ильич (70) — советский и украинский физик, генеральный директор ННЦ ХФТИ (1996—2004)[184].
- Юрьева, Маргарита Валентиновна (93) — советская и российская актриса, народная артистка РСФСР (1969)[185].

## 11 октября

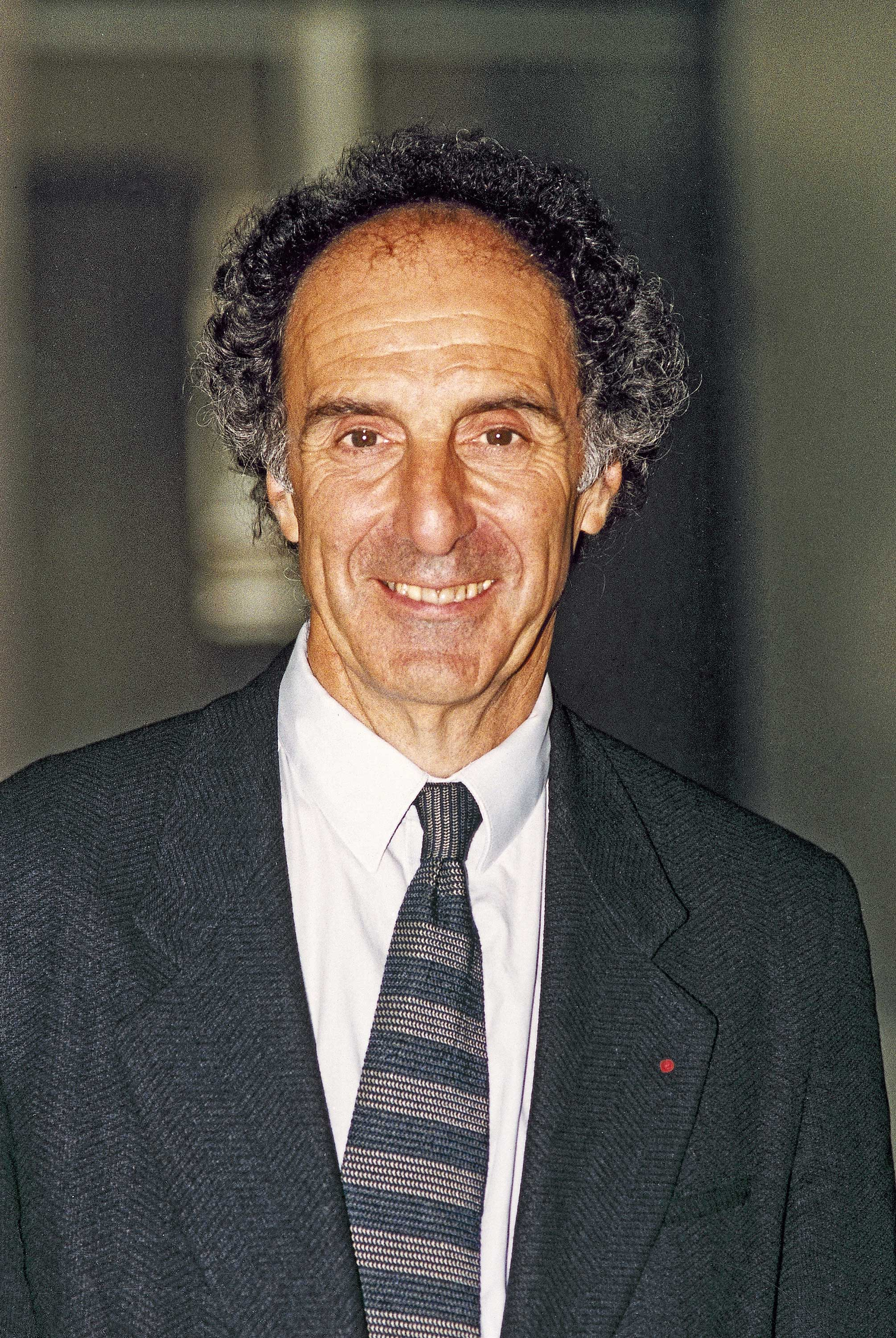
Поль Андрё

- Андрё, Поль (80) — французский архитектор[186].
- Арапи, Фатос (88) — албанский поэт, писатель, переводчик и журналист, лауреат премии Золотой венец (2008)[187].
- Ахметьянов, Рифкат Газизянович (85) — советский и российский языковед, тюрколог, доктор филологических наук (1994)[188].
- Бондалетов, Василий Данилович (90) — советский и российский филолог, профессор, заслуженный деятель науки РСФСР (1991)[189].
- Груднов, Игорь Сергеевич (59) — командующий Восточным округом войск национальной гвардии Российской Федерации (с 2016 года), генерал-полковник (2017), Герой Российской Федерации (2000)[190].
- Кемпер, Дитер (81) — западногерманский трековый велогонщик, двукратный бронзовый призёр чемпионатов мира: Сан-Себастьяне (1965) и во Франкфурте-на-Майне (1966)[191].
- Левитин, Анатолий Павлович (96) — советский и российский художник, народный художник РСФСР (1980), академик РАХ (1988)[192].
- Михалевич, Дмитрий Леонидович (45) — белорусский банкир, председатель правления Технобанка (с 2008 года)[193].
- Мишин, Армас Иосифович (83) — советский и российский карельский писатель, поэт, переводчик эпоса Калевала[194].
- Нурджиева, Катерина Трайкова (95) — македонская общественно-политическая деятельница, партизанка времён Народно-освободительной войны Югославии[195].
- Сэнгоку, Ёсито (72) — японский государственный деятель, министр юстиции Японии (2010—2011)[196].
- Ухарт, Хеб (81) — аргентинская писательница[197].
- Фатеев, Михаил Леонидович (44) — российский актёр театра и кино; самоубийство (о смерти стало известно в этот день)[198].
- Фонтейн, Джоханн (63) — канадская актриса[199].
- Харбузи, Лябинот (32) — шведский футболист[200].
- Холл, Кэрол (82) — американский композитор и автор мюзиклов, двукратный лауреат премии Драма Деск[201].
- Эллис, Дуг (94) — английский предприниматель и футбольный функционер, председатель футбольного клуба «Астон Вилла» (1968—1975, 1982—2006)[202].
- Эмсвиллер, Джим (61) — американский звукорежиссёр, лауреат премии «Эмми» (2015); несчастный случай[203].

## 10 октября

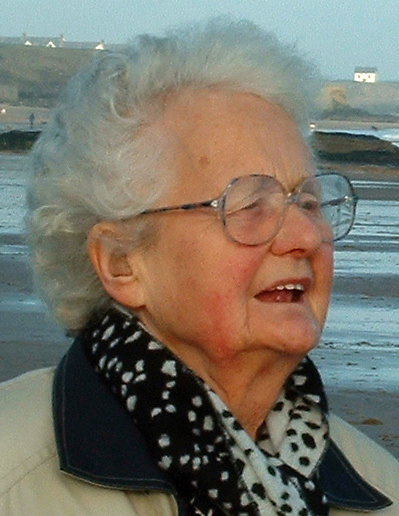
Мэри Миджли

- Асламов, Михаил Феофанович (89) — советский и российский поэт и переводчик[204].
- Бло, Иван (72) — французский политик, депутат Европейского парламента (1989—1994)[205].
- Данон, Раймон (88) — французский продюсер[206].
- Кирпу, Виктор (62) — советский и эстонский фехтовальщик и тренер по фехтованию, отец фехтовальщицы Эрики Кирпу[207].
- Меркун, Роберт Петрович (80) — советский и российский кинорежиссёр-документалист[208].
- Миджли, Мэри (99) — британский философ-этик[209].
- Рамзайер, Петер (73) — швейцарский футболист, чемпион Швейцарии (1966-67, 1968-69, 1969-70, 1971-72, 1972-73, 1976-77)[210].
- Словачек, Бретислав (70) — чешский актёр[211].
- Уинтер, Текс (96) — американский баскетбольный тренер[212].

## 9 октября

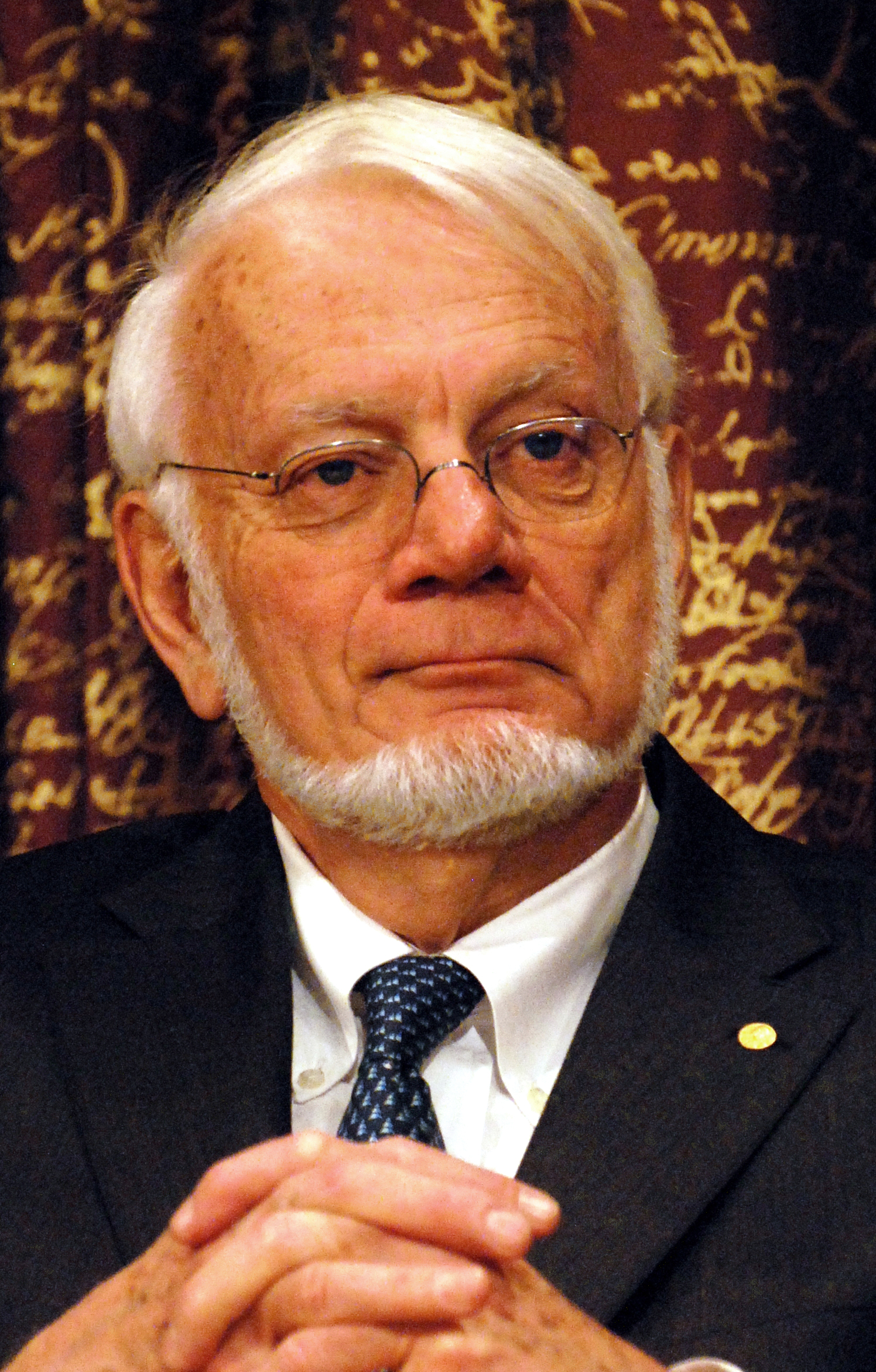
Томас Стейц

- Аматуни, Ашот Апетович (94) — советский военачальник, генерал-майор (1980), Герой Советского Союза (1945)[213].
- Бауш, Роберт (73) — американский писатель[214].
- Гаврилицэ, Серджиу (45) — молдавский журналист[215].
- Доржу, Чургуй-оол Михайлович (68) — российский языковед-тюрколог, ведущий научный сотрудник монголоведения ТИГПИ, заслуженный деятель науки Республики Тыва[216].
- Забзалюк, Роман Емельянович (58) — украинский политический деятель, народный депутат Украины (2006—2014)[217].
- Муртаза, Шерхан (86) — советский и казахский писатель, общественный и политический деятель, народный писатель Казахстана (1992), заслуженный деятель культуры Казахской ССР (1984)[218].
- Спанос, Алекс (95) — американский девелопер и филантроп[219].
- Стейц, Томас (78) — американский биохимик, лауреат Нобелевской премии по химии (2009).
- Шелер, Вернер Эренхольд[нем.] (95) — немецкий врач и фармаколог, президент Академии наук ГДР (1979—1990), иностранный член РАН (1991; иностранный член АН СССР с 1982)[220].

## 8 октября

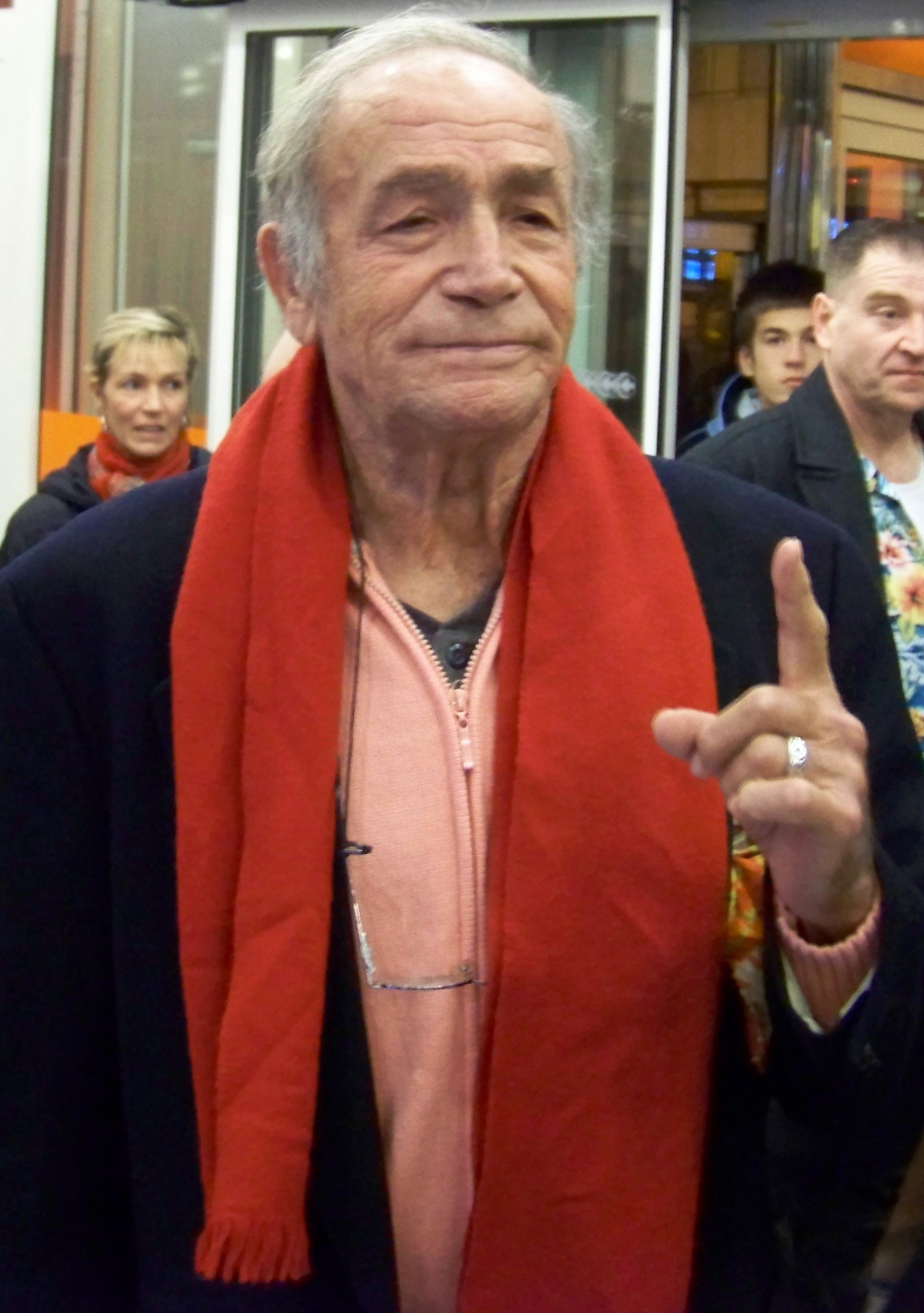
Венантино Венантини

- Азиз, Шибли (75) — шри-ланкийский государственный деятель, генеральный прокурор Шри-Ланки (1995—1996)[221].
- Арике, Хейки (63) — эстонский государственный деятель, министр внутренних дел Эстонии (1993—1994)[222].
- Ахадов, Георгий Амирасланович (60) — российский фотохудожник, художник-фотограф Нижегородского театра драмы[223].
- Бицан, Михаил Андреевич (75) — белорусский тренер женской сборной Белоруссии по баскетболу, заслуженный тренер Республики Беларусь[224].
- Вадзима, Хироси (70) — японский профессиональный борец сумо, 54-й ёкодзуна в истории[225].
- Венантини, Венантино (88) — итальянский актёр[226].
- Гудин, Алексей Михайлович (39) — российский актёр, артист Мурманского драматического театра Северного флота[227].
- Дуков, Стоян (87) — болгарский режиссёр, сценарист и художник мультипликационных фильмов[228].
- Жумагулов, Султанбек Жумагулович (59) — киргизский государственный деятель, министр культуры, информации и туризма (с 2017 года)[229].
- Козырева, Ирина Степановна (83) — советская и российская писательница[230].
- Копельсон, Арнольд (83) — американский продюсер, лауреат кинопремии «Оскар»[231].
- Мюльберг, Калио Эвальдович (90) — советский и украинский кларнетист, заведующий кафедрой духовых инструментов Одесской государственной Академии музыки им. А. В. Неждановой, заслуженный деятель искусств Украины[232].

## 7 октября

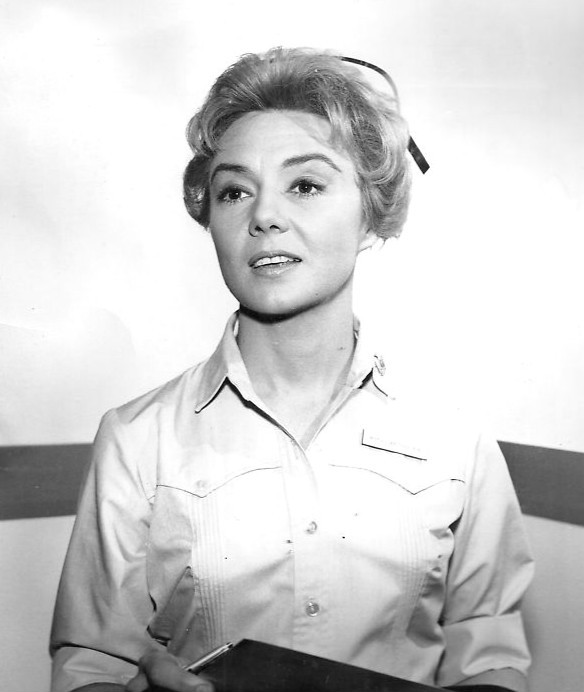
Пегги Маккэй

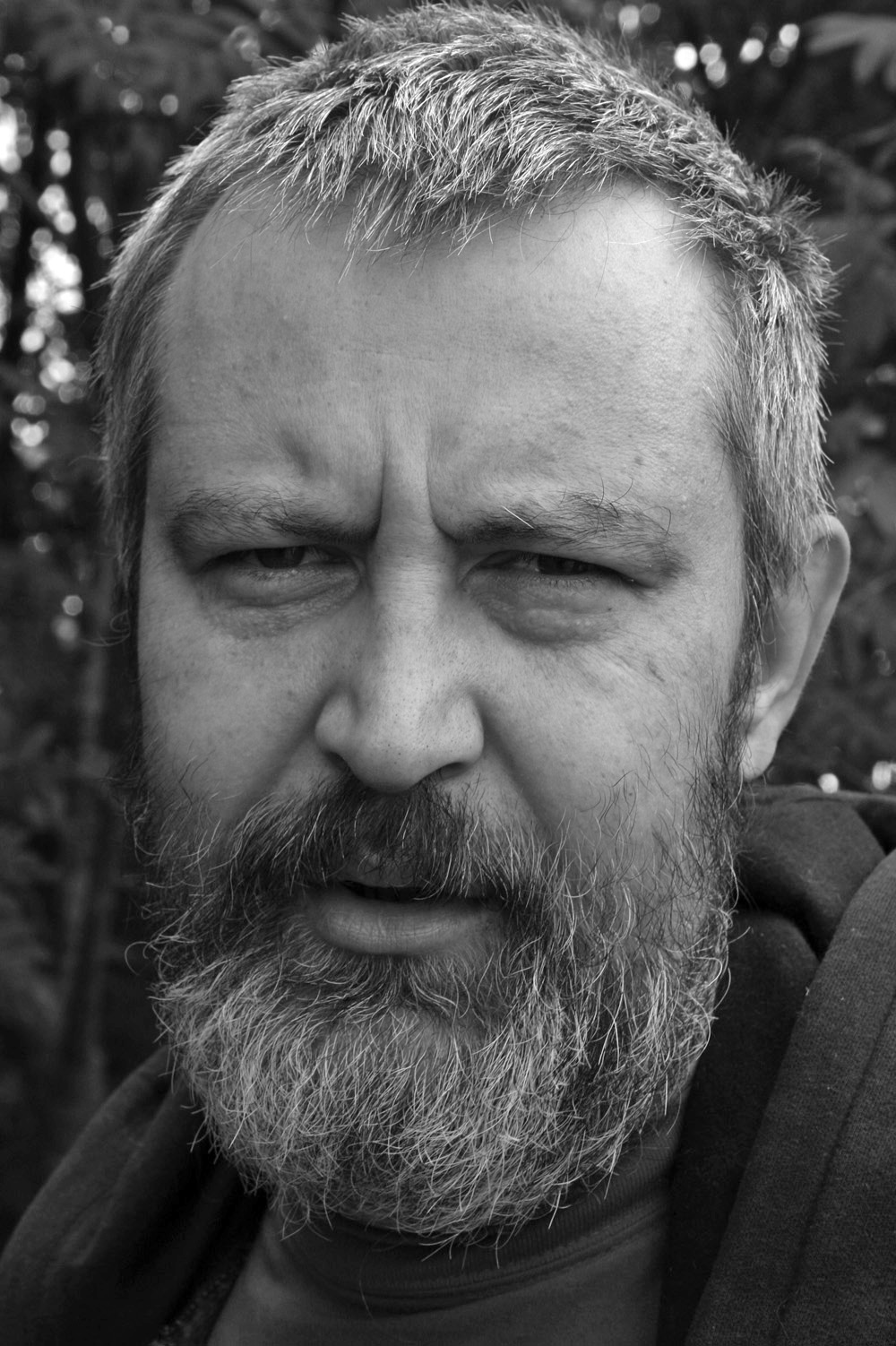
Олег Павлов

- Каёта, Григорий Максимович (74) — советский и российский писатель и журналист, главный редактор газеты «Уральский рабочий» (1984—2002)[233].
- Карагезян, Арутюн Арпиарович (59) — армянский политический деятель, депутат парламента Армении от партии «Процветающая Армения»[234].
- Л’Эро, Патрис (46) — канадский боксёр-профессионал, выступавший в супертяжёлой весовой категории[235].
- Маккэй, Пегги (86) — американская актриса[236].
- Морозов, Василий Викторович (65) — советский и российский спортсмен, тренер олимпийской сборной России по тяжёлой атлетике, заслуженный тренер РСФСР[237].
- Ниомби, Питер (64) — угандийский государственный деятель, генеральный прокурор Уганды (2011—2015)[238].
- Оди, Джон (58) — нигерийский государственный деятель, министр информации и коммуникаций (2007—2008), министр окружающей среды и жилищного строительства (2008—2010)[239].
- Павлов, Олег Олегович (48) — российский писатель и очеркист[240].
- Пархоменко, Николай Андреевич (77) — советский и российский поэт[241].
- Тубеншлак, Даниил Григорьевич (81) — советский и украинский спортсмен и тренер по борьбе самбо, греко-римской и вольной борьбе, судья всесоюзной категории по борьбе[242].
- Тутов, Александр Николаевич (52) — российский писатель и публицист[243].
- Уикс, Джон (65) — британский певец и автор песен[244].
- Ярналл, Селеста (74) — американская актриса[245].

## 6 октября

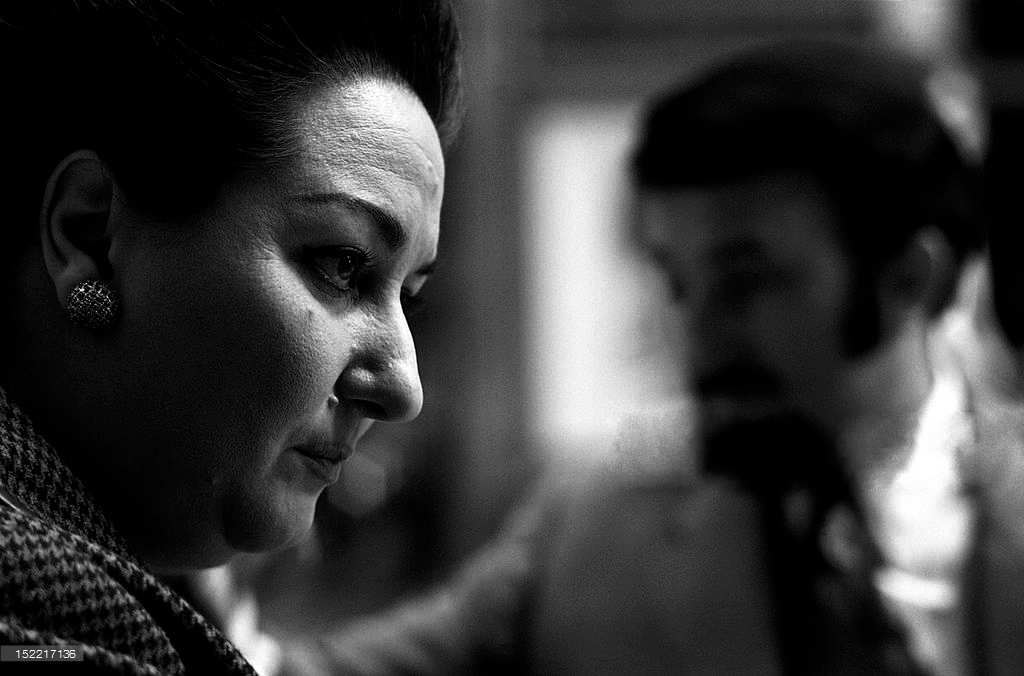
Монсеррат Кабалье

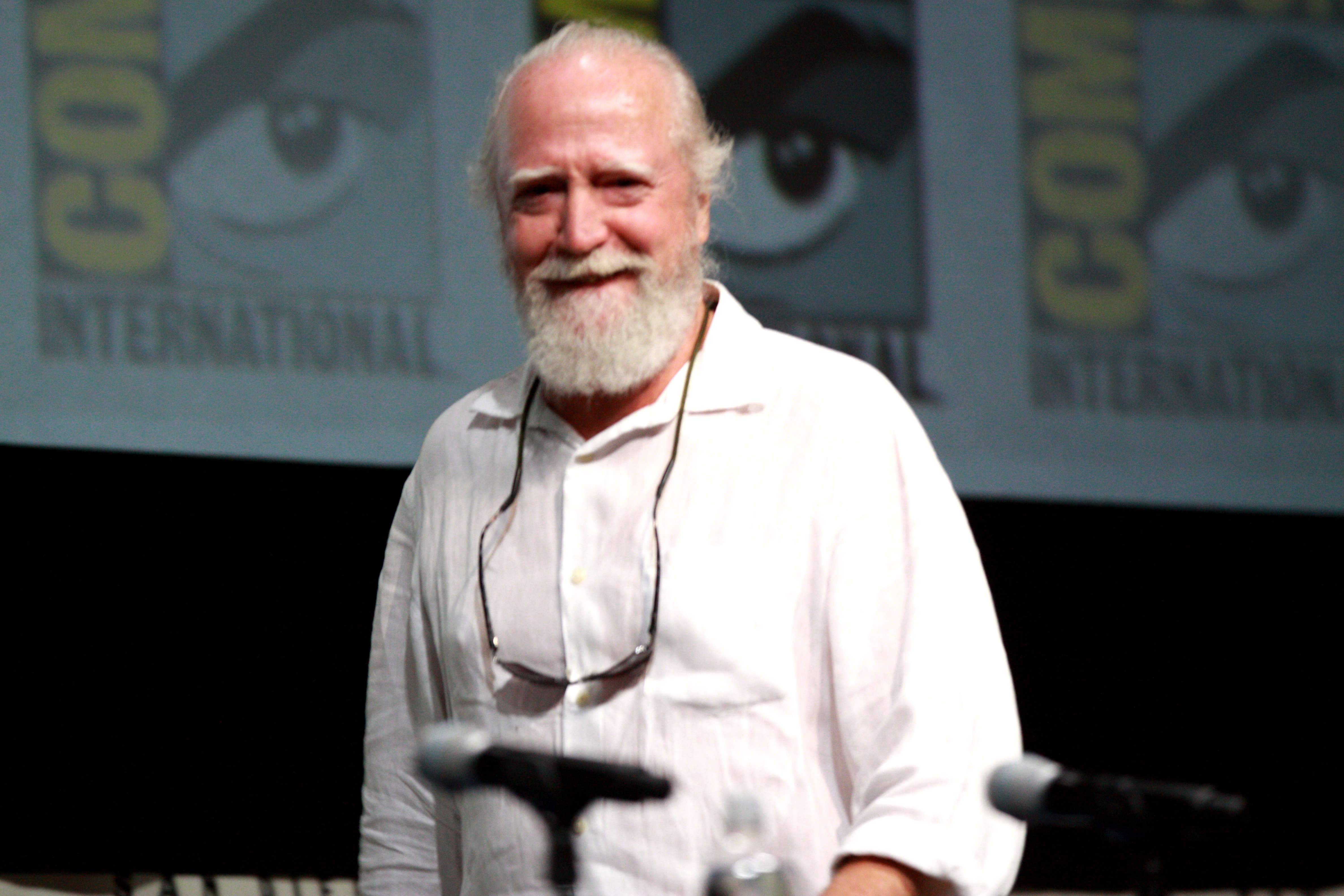
Скотт Уилсон

- Аскарян, Дон (69) — продюсер, режиссёр и сценарист армянского происхождения[246].
- Бегов, Яйлым (83) — туркменский учёный и диссидент[247].
- Боровик, Александр Григорьевич (79) — украинский хозяйственный и политический деятель, Герой Социалистического Труда (1981), Герой Украины (2002)[248].
- Вовелль, Мишель (85) — французский историк[249].
- Воробьёв, Иван Павлович (83) — советский и российский организатор железнодорожного транспорта, начальник Южно-Уральской железной дороги (1984—1999), депутат Верховного Совета РСФСР 11 созыва[250].
- Гасман, Айра (76) — американский драматург[251].
- Гуччионе, Пьеро (83) — итальянский художник[252].
- Кабалье, Монсеррат (85) — испанская оперная певица (сопрано)[253].
- Карапетян, Каро Еремович (58) — армянский государственный деятель, депутат парламента Армении (2007—2017); убит[254].
- Кафтан, Джордж (90) — американский профессиональный баскетболист, чемпион NCAA в сезоне 1946/1947 годов[255].
- Кенихен, Квентин (43) — австралийский актёр[256].
- Лашкевич, Василий Андреевич (91) — советский и российский вирусолог, академик РАМН (1997—2013), академик РАН (2013)[257].
- Маринова, Виктория (30) — болгарская журналистка и телеведущая; убийство[258].
- Питофски, Роберт (88) — американский политик и адвокат, председатель Федеральной торговой комиссии (1995—2001).
- Уилсон, Скотт (76) — американский актёр[259].

## 5 октября
- Вовор, Руди (74) — индонезийский актёр[260].
- Гаттон, Рэй (88) — британский сценарист, лауреат премии BAFTA Academy Fellowship Award (2016)[261].
- Гусева, Наталья Валентиновна (64) — советская и российская спортсменка, чемпионка СССР по спортивному ориентированию, мастер спорта СССР[262].
- Идонеа, Джильберто (72) — итальянский актёр[263].
- Кардон, Стефан (77) — французский дирижёр[264].
- Карролл, Бернадетт (74) — американская певица (The Angels)[265].
- Кенни, Эд (85) — американский певец и актёр[266].
- Клебер, Херберт (84) — американский психиатр, специалист по лечению наркомании[267].
- Крюкова, Нила Валерьевна (74) — советская и украинская актриса театра и кино, народная артистка УССР (1985), Герой Украины (2008)[268].
- Подгорный, Игорь Максимович (93) — советский физик, главный научный сотрудник Института астрономии РАН, лауреат Ленинской премии (1958)[269].
- Ульоа, Эктор (82) — колумбийский актёр[270].
- Хижняк, Григорий Николаевич (44) — украинский и литовский баскетболист[271].
- Хорден, Ричард (73) — британский архитектор[272].
- Хуторянский, Ян Борисович (87) — советский и российский радиожурналист[273].

## 4 октября

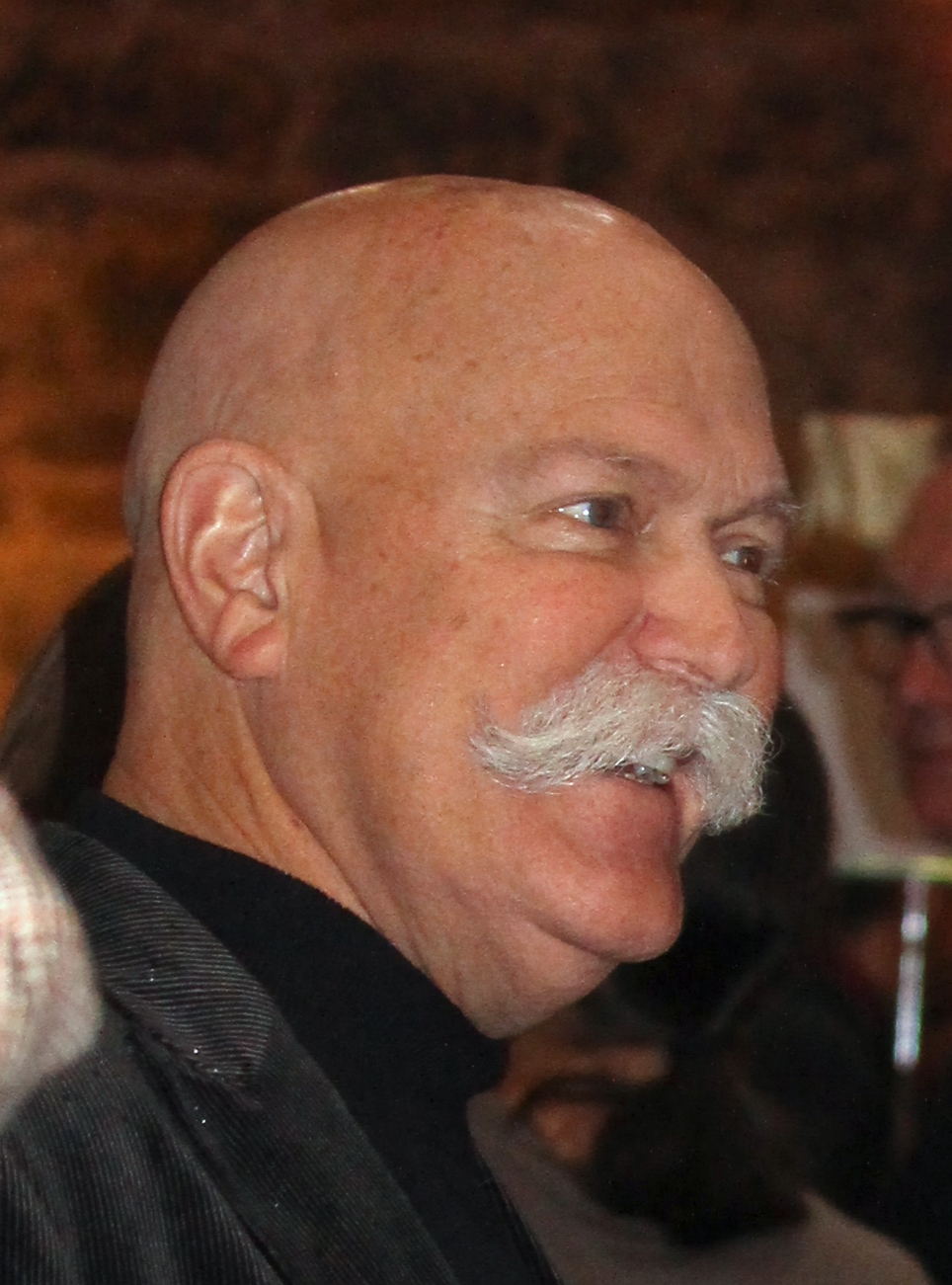
Уилл Винтон

- Андерсон, Дейв (89) — американский спортивный журналист, спортивный обозреватель газеты «The New York Times», лауреат Пулитцеровской премии (1981)[274].
- Блуэтт, Хэмиет (72) — американский джазовый саксофонист, кларнетист и композитор[275].
- Винтон, Уилл (70) — американский режиссёр и продюсер, лауреат премии «Оскар» (1975)[276].
- Йабаки, Кониси (77) — фиджийский государственный деятель, министр рыболовства и лесоводства (2001—2006)[277].
- Ковальчик, Ежи (88) — польский историк искусства[278].
- Крамарев, Аркадий Григорьевич (80) — советский и российский военный и политический деятель, начальник ГУВД Санкт-Петербурга и Ленинградской области (1990—1994), генерал-майор внутренней службы (1991), заслуженный юрист РСФСР (1987)[279].
- Льюис, Жозеп (80) — испанский баскетболист, участник Летних Олимпийских игр 1960 года[280].
- Малангре, Курт (84) — немецкий политический деятель, обер-бургомистр Ахена (1973—1989), депутат Европейского парламента (1979—1999)[281].
- Мильденбергер, Карл (80) — немецкий профессиональный боксёр в супертяжёлом весе, чемпион Европы (1964—1968)[282].
- Рафиков, Махмуд Мухамедзянович (94) — советский кинооператор-документалист, заслуженный деятель искусств Российской Федерации (1992)[283].
- Ривера Мартинес, Эдгардо (85) — перуанский писатель[284].
- Ромп, Берт (59) — нидерландский спортсмен-конник, чемпион летних Олимпийских игр в Барселоне (1992) в командном конкуре[285].
- Уэллс, Одри (58) — американская киносценаристка, кинорежиссёр и кинопродюсер[286].
- Федосеев, Михаил Николаевич (69) — советский партийный деятель, украинский и российский деятель культуры, заслуженный работник культуры Украины, директор-распорядитель Крымского академического русского драматического театра имени М. Горького (1991—2013)[287].
- Фурукава, Такуми (101) — японский кинорежиссёр[288].
- Эшуорт, Джин (80) — американская конькобежка, бронзовый призёр зимних Олимпийских игр в Скво-Вэлли (1960)[289].

## 3 октября

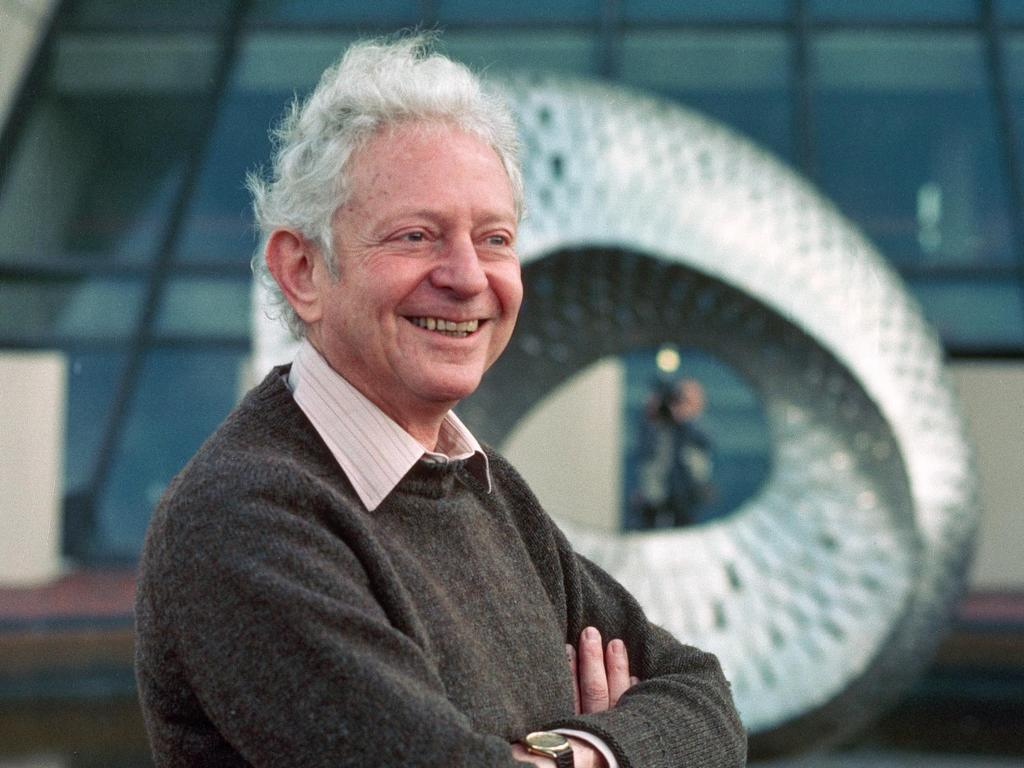
Макс Ледерман

- Александрович, Анатолий Васильевич (79) — советский и российский полярник, президент фонда поддержки ледокола «Ленин» (с 2000)[290].
- Андерсен, Элизабет (98) — нидерландская актриса[291].
- Бис, Йиржи (77) — чешский государственный деятель, сенатор (2008—2014)[292].
- Валеро, Антонио (86) — испанский футболист («Севилья») (1954—1964)[293].
- Ван Олен, Джон (77) — американский джазовый барабанщик[294].
- Вейль, Проспер (92) — французский юрист, член Академии моральных и политических наук (1999)[295].
- Гиббс, Роджер (83) — британский финансист, исполнительный директор футбольного клуба «Арсенал» (1980—2005), председатель Wellcome Trust (1983—1999)[296].
- Карапетян, Саак Альбертович (58) — заместитель Генерального прокурора Российской Федерации (с 2016 года), авиакатастрофа[297].
- Ледерман, Леон Макс (96) — американский физик, лауреат Нобелевской премии по физике (1988), иностранный член РАН (2003)[298].
- Лоренцен, Бен (83) — датский композитор[299].
- Маари, Антонина (93) — советская, литовская и армянская писательница, вдова писателя Гургена Маари[300].
- Мюллер, Карл-Фред (60) — немецкий театральный актёр[301].
- Фон Оллен, Джон (77) — американский джазовый барабанщик[302].
- Энтальцев, Валерий Васильевич (59) — советский и российский тренер по боксу, заслуженный тренер России (2008)[303].

## 2 октября

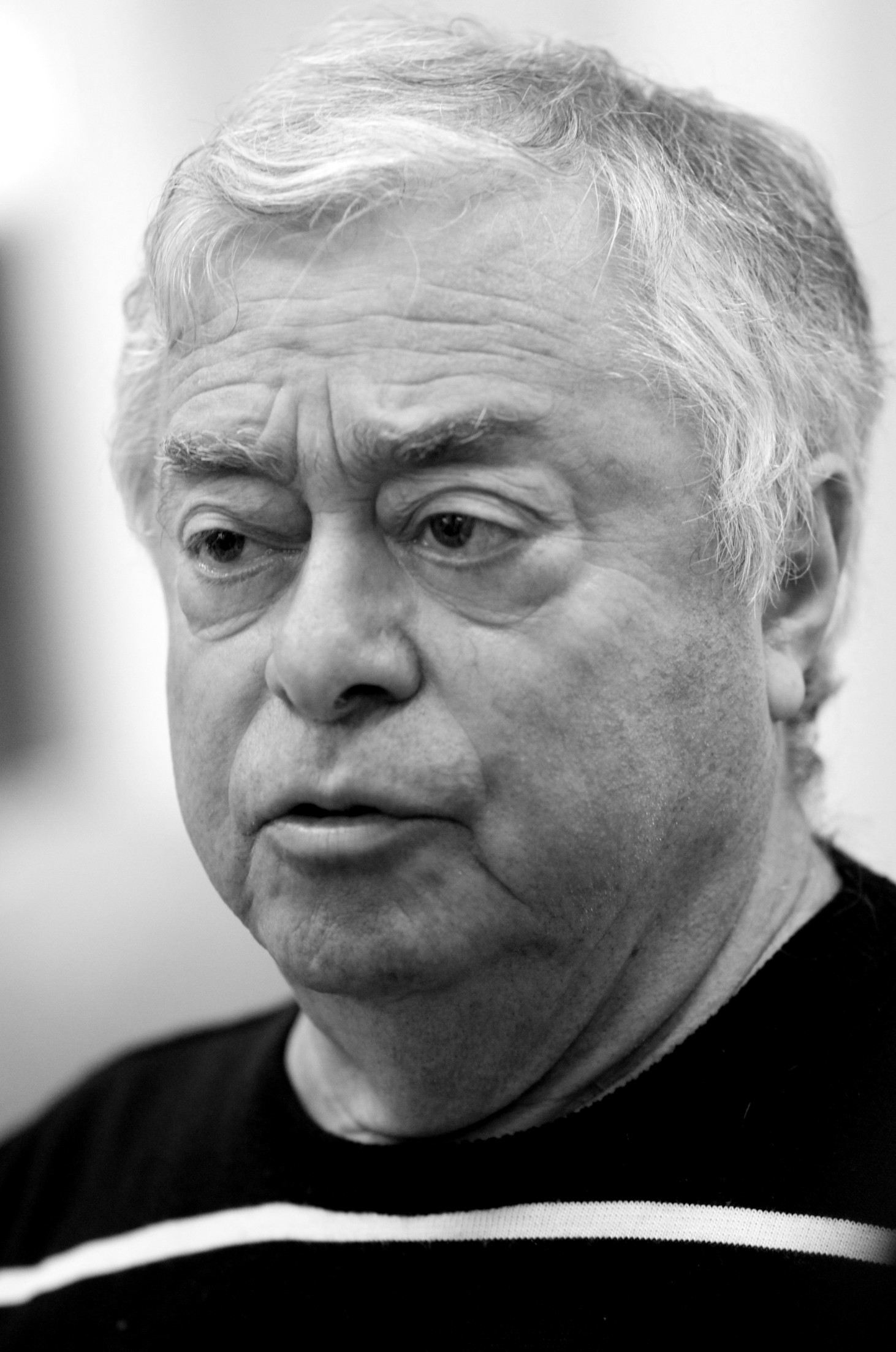
Роман Карцев

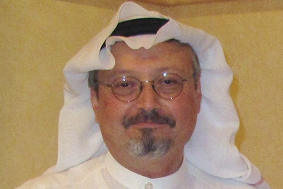
Джамаль Хашогги

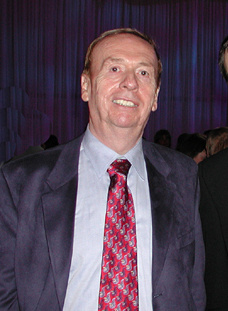
Джефф Эмерих

- Аврамов, Смиля (100) — югославский и сербский юрист, академик, президент Ассоциации международного права[304].
- Аткин, Венди (71) — британский эпидемиолог[305].
- Балабхаскар (40) — индийский скрипач и композитор[306].
- Будянский, Василий Иванович (76) — советский и украинский театральный актёр, драматург и поэт, заслуженный артист УССР (1980)[307].
- Быкова, Вера Николаевна (80) — советский и российский тренер по конькобежному спорту, заслуженный тренер России (2002)[308].
- Каннантанам, Тампи (64) — индийский кинорежиссёр[309].
- Карцев, Роман Андреевич (79) — советский и российский артист эстрады, театра и кино, народный артист Российской Федерации (1999)[310].
- Койман, Дирк, Айелт (72) — нидерландский писатель[311].
- Лелькин, Леонид Васильевич (70) — советский и российский актёр, артист Театра драмы Комсомольска-на-Амуре (с 1978), заслуженный артист Российской Федерации (2009)[312].
- Питиримов, Виктор Иосифович (80) — советский тренер по гребле, заслуженный тренер РСФСР[313].
- Пич, Сери (78) — британский географ[314].
- Сабат, Эрменехильдо (85) — уругвайский карикатурист[315].
- Хашогги, Джамаль (59) — саудовский журналист; убит[316].
- Шевелёв, Александр Геннадьевич (72) — советский и российский фотохудожник[317].
- Эмерик, Джефф (71) — британский звукорежиссёр, музыкальный продюсер[318].

## 1 октября

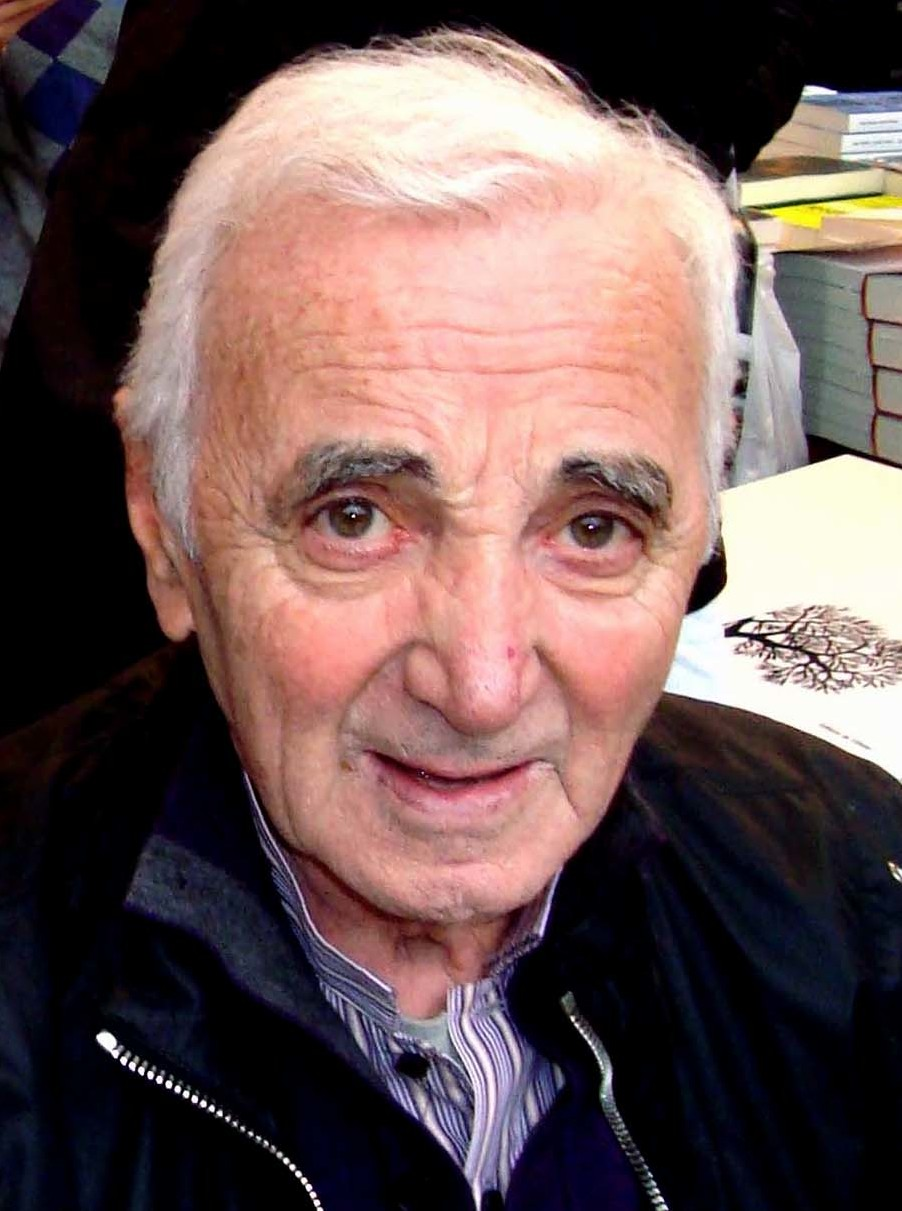
Шарль Азнавур

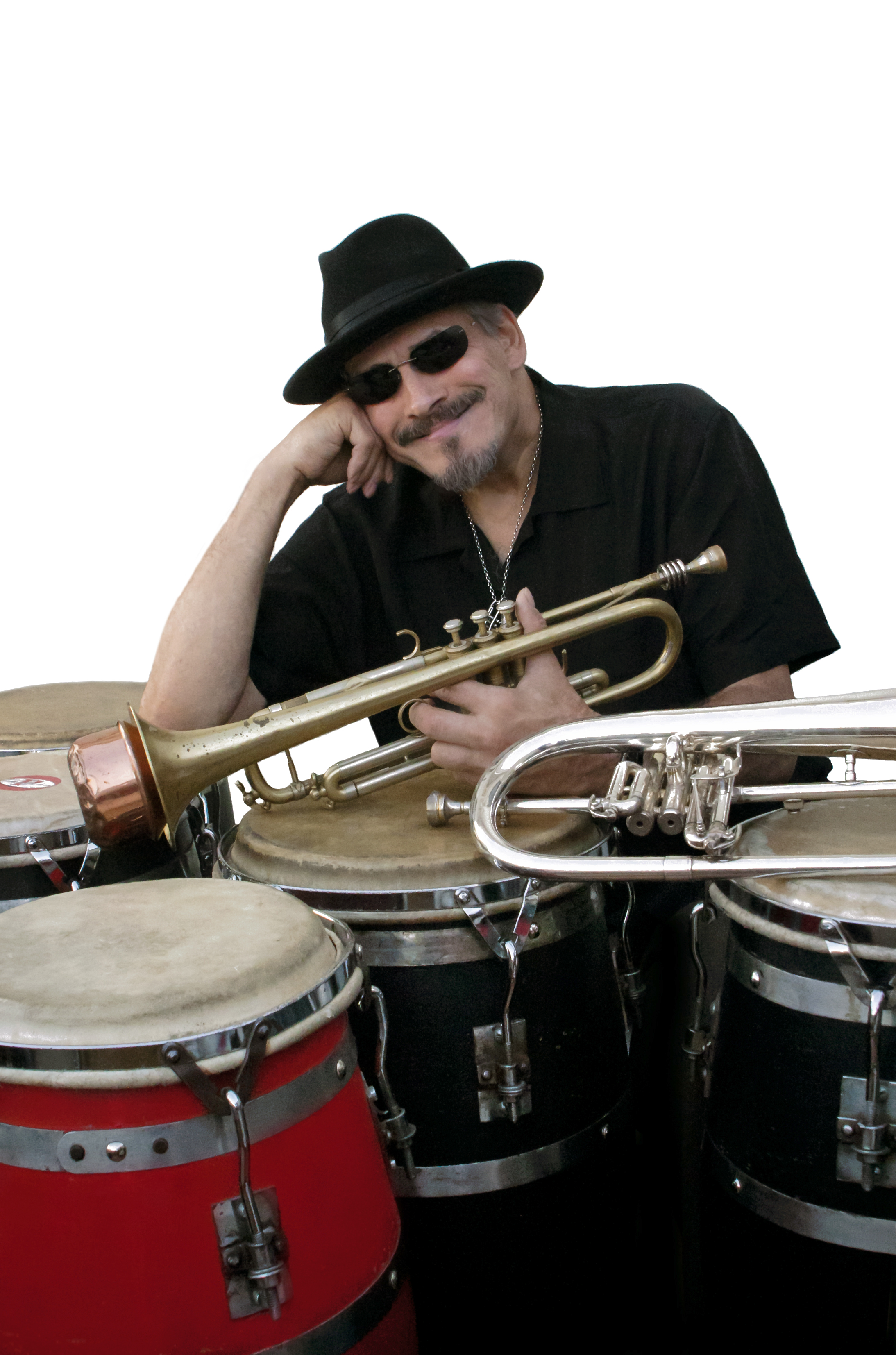
Джерри Гонсалес

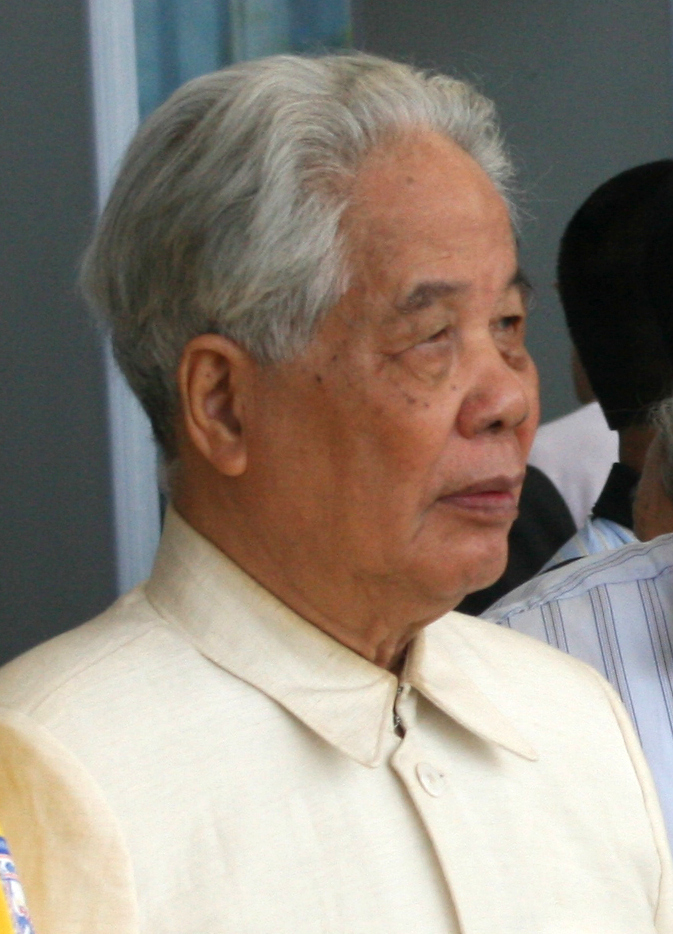
До Мыой

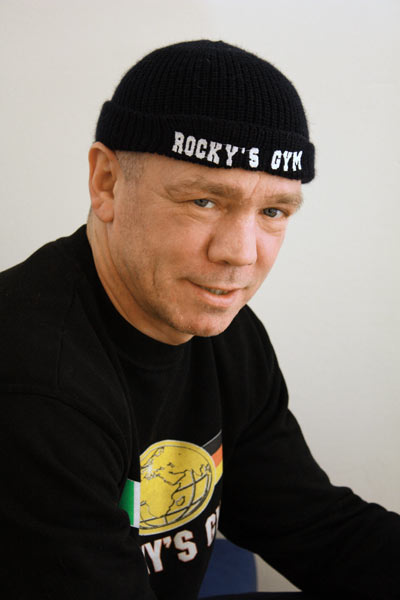
Грациано Роккиджани

- Азнавур, Шарль (94) — французский шансонье, композитор, поэт, писатель и актёр, Национальный Герой Армении (2004)[319].
- Алиабади, Ширин (44—45) — иранская художница[320].
- Верещак, Александр Петрович (68) — советский и украинский учёный, доктор технических наук, профессор, лауреат Государственной премии Украины в области науки и техники[321].
- Гонсалес, Джерри (69) — американский джазовый трубач, перкуссионист, композитор и аранжировщик[322].
- Даглиш, Бен (52) — британский композитор[323].
- До Мыой (101) — вьетнамский партийный и государственный деятель, председатель Совета Министров Вьетнама (1988—1991), Генеральный секретарь ЦК Коммунистической партии Вьетнама (1991—1997)[324].
- Кастеллацци, Марио (82) — итальянский футболист[325].
- Козак, Василий Васильевич (75) — украинский трубач[326].
- Контогеоргиу, Антонис (73) — греческий хоровой дирижёр[327].
- Лейтч, Ронни (64) — шри-ланкийский актёр и певец[328].
- Линденбергер, Херберт Сэмюэл (89) — американский литературовед и музыковед[329].
- Михлеев, Дмитрий Никанорович (76) — советский и белорусский кинорежиссёр, сценарист и писатель[330].
- Рафиков, Искандер Валиуллович (88) — советский и российский живописец, народный художник Российской Федерации (2007) и Татарской АССР (1990)[331].
- Роккиджани, Грациано (54) — немецкий профессиональный боксёр, чемпион мира по версии WBC в полутяжёлом весе (1998)[332].
- Рысь, Яцек (62) — польский актёр[333].
- Соса, Мария Тереза (88) — первая леди Гватемалы (1982—1983), жена президента Хосе Эфраина Риос Монтта[334].
- Сфейр, Антуан (69) — ливанский и французский журналист, профессор Сорбонны[335].
- Фридланд, Майкл (83) — британский журналист и писатель-биограф[336].
- Хейс, Джеффри (76) — британский детский телеведущий[337].
- Чиприани, Стельвио (81) — итальянский композитор, автор музыки к кинофильмам[325].
- Шарьер, Каролин (57) — швейцарский композитор и дирижёр[338].
- Шумилова, Елена Петровна (78) — советский и российский учёный, книгоиздатель, публицист, один из основателей и руководителей Института высших гуманитарных исследований РГГУ[339].
- Эскуэрра, Карлос (70) — испанский художник комиксов[340].